# Алиев, Гейдар Алирза оглы
Гейда́р Алирза́ оглы́ Али́ев (азерб. Heydər Əlirza oğlu Əliyev, в русской традиции также Гейда́р Али́евич Али́ев; 10 мая 1923, Нахичевань, Азербайджанская ССР — 12 декабря 2003, Кливленд, США) — советский и азербайджанский государственный, партийный и политический деятель. Третий президент Азербайджана (1993—2003). Дважды Герой Социалистического Труда (1979, 1983).
В советское время с 1944 года служил в органах государственной безопасности, последовательно занимал должности председателя КГБ при Совете министров Азербайджанской ССР (1966—1969), первого секретаря ЦК КП Азербайджана (1969—1982), члена Политбюро ЦК КПСС (1982—1987), первого заместителя председателя Совета Министров СССР, генерал-майор. В 1987 году ушёл в отставку с занимаемой должности. Вернувшись в Азербайджан в июле 1990 года, он сначала был избран депутатом Верховного Совета Азербайджанской ССР, председателем Верховного Меджлиса Нахичеванской АР (1991—1993), затем в 1993 году избран Президентом Азербайджана, переизбран в 1998 году, в 2003 году в связи с ухудшением состояния здоровья снял свою кандидатуру в пользу своего сына Ильхама, ставшего его преемником.
Несмотря на то, что после второго прихода к власти Гейдара Алиева в 1993 году наметилась политическая стабильность,
режим, установленный Гейдаром Алиевым в Азербайджане, характеризуется как диктаторский
или авторитарный
и репрессивный.
При жизни Гейдара Алиева в стране развился культ его личности. В дальнейшем, при президентстве его сына Ильхама, его масштабы только усилились.

## Биография

### Ранние годы
Гейдар Алиев родился 10 мая 1923 года в городе Нахичевань, в доме, расположенном на улице Пушкина, известной как Пушкинский ручей. Алиев родился в семье железнодорожного рабочего и был четвёртым из восьми детей в семье. Алиевы были выходцами из азербайджанского селения Джомартлу Зангезурского уезда (позже Сисианский район, ныне село Танаат Сюникской области Армении), но к моменту рождения Гейдара семья уже переехала в Нахичевань. Бабушка по отцу была родом из селения Уруд (ныне село Воротнаван в Армении). Среди его предков были те, кто носил почётный титул кербалаи, который присваивается в основном мусульманам-шиитам, совершившим паломничество в Кербелу. В одном из интервью Гейдар Алиев сказал: «я по моим корням принадлежу к мусульманской религии. По национальности я азербайджанец, и я горжусь этим». В семье у него были ещё четверо братьев: Гасан, Гусейн, Агиль и Джалал — а также три сестры: Сура, Шафига и Рафига.

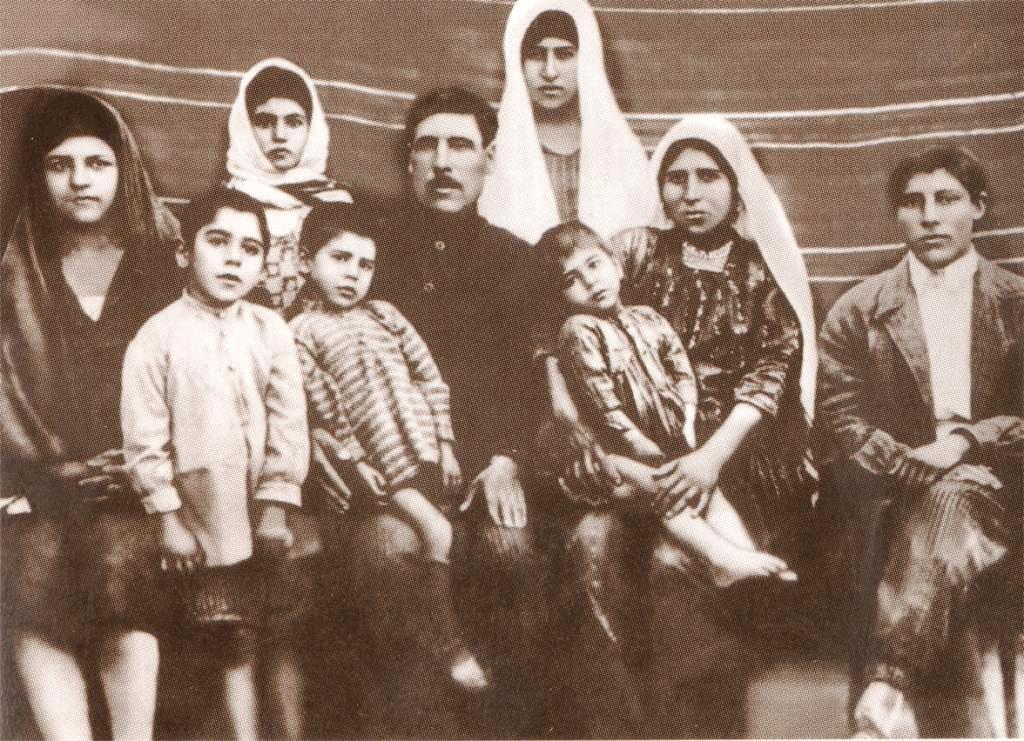
Семья Алиевых. Гейдар — второй слева, 1930 г.

Окончив в 1939 году Нахичеванский педагогический техникум, Гейдар Алиев поступил на архитектурный факультет Азербайджанского индустриального института в Баку. Начавшаяся война не позволила ему завершить образование. С 1941 года Гейдар Алиев работал в НКВД Нахичеванской АССР, с 1943 года — заведующим отделом в Совете народных комиссаров Нахичеванской АССР, а в 1944 году начал службу в системе органов госбезопасности. В 1945 году он окончил Курсы повышения квалификации Школы переподготовки руководящего оперативного состава МГБ СССР и в том же году вступил в ВКП(б). С 1948 года — начальник 5-го управления Министерства госбезопасности по Азербайджану. В период с 1949 по 1950 годы он учился в школе переподготовки руководящего оперативного состава МГБ СССР в Ленинграде.

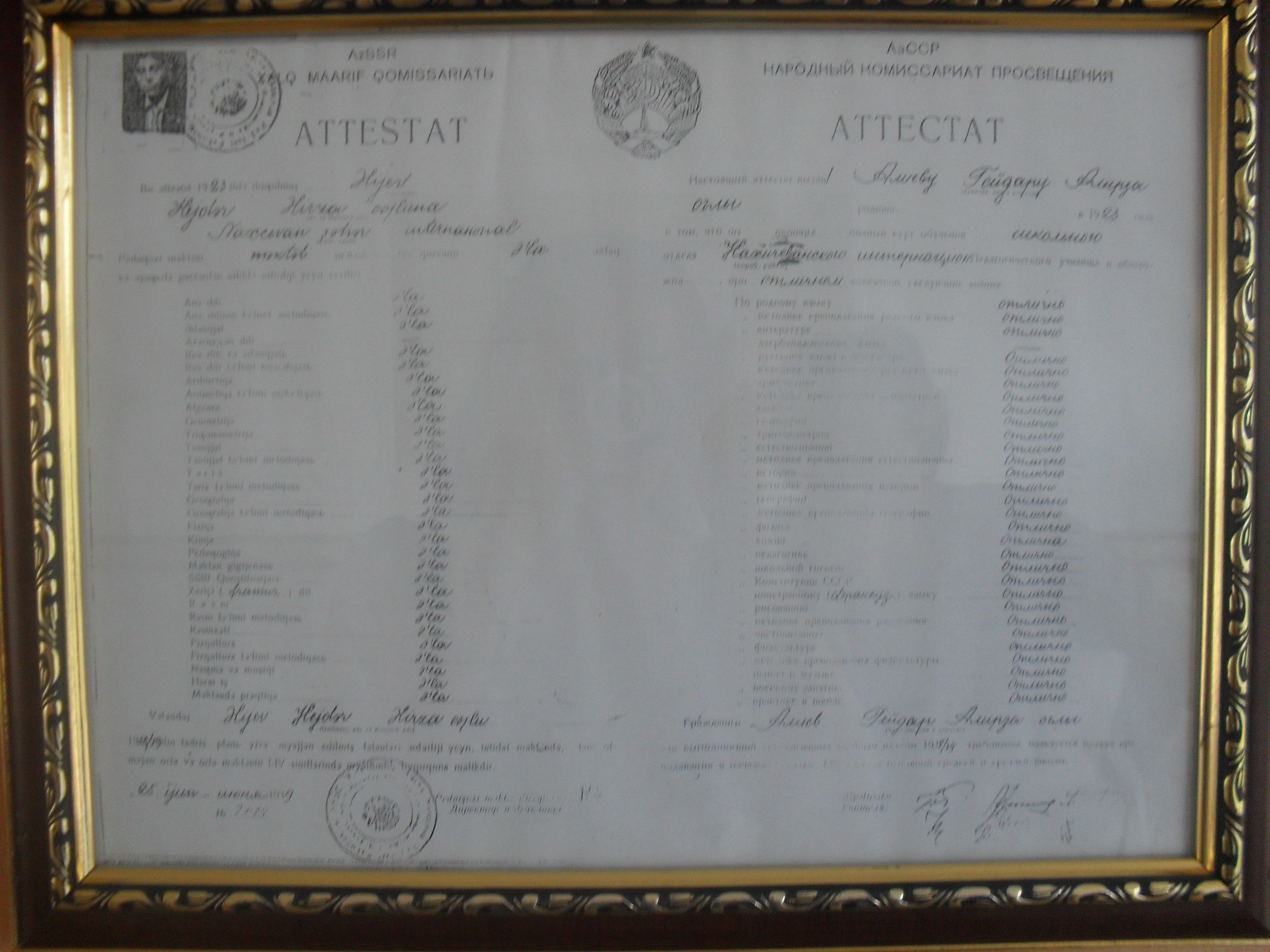
Копия школьного аттестата Гейдара Алиева в Шахбузе

По воспоминаниям бывшего помощника председателя КГБ СССР Игоря Синицына, Алиев работал в резидентурах КГБ в Иране, Турции, Пакистане и Афганистане. Во внешней разведке он дослужился до должности резидента в одной из этих стран. В 1956 году его назначили на должность заместителя начальника бакинского отдела КГБ. Под его руководством и с его непосредственным участием был проведён ряд оперативных мероприятий — в частности, операция «Дуэль».
В 1957 году Алиев окончил исторический факультет Азербайджанского государственного университета им. С. М. Кирова. В 1960 году он стал начальником Контрразведывательного отдела КГБ при СМ Азербайджанской ССР, а в 1964 году — заместителем председателя КГБ при СМ Азербайджанской ССР, которым тогда был С. К. Цвигун. Бывший первый заместитель председателя КГБ СССР генерал армии Филипп Бобков вспоминал, что Алиева рекомендовал Цвигун и что, заняв пост первого секретаря ЦК Азербайджана, Алиев действительно начал борьбу с коррупцией. Утверждение Алиева, что на посту первого секретаря он «боролся с режимом», Бобков охарактеризовал как «самолакировку». В 1966 году Алиев окончил Курсы переподготовки руководящего состава Высшей школы КГБ имени Ф. Э. Дзержинского. С 1966 года — кандидат в член ЦК КП Азербайджана. 21 июня 1967 года Гейдар Алиев был назначен председателем КГБ при СМ Азербайджанской ССР в звании генерал-майора.

### Руководитель Советского Азербайджана

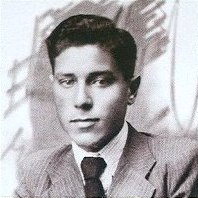
Гейдар Алиев в юности

К 1969 году в Азербайджане при первом секретаре ЦК Компартии Азербайджана Вели Ахундове сложилась ситуация, когда практически открыто продавались все должности и звания — академиков, секретарей райкомов, министров. Номенклатурные кланы фактически «приватизировали» систему власти и экономику, что вынудило Москву снять Ахундова и поставить главой Азербайджана «сильную личность» — бывшего руководителя азербайджанского КГБ Гейдара Алиева.
Гейдар Алиев добился некоторых успехов в борьбе против коррупции, достаточно большое количество людей были приговорено к тюремным срокам; в 1975 году пять председателей колхозов и директоров фабрик были приговорены к смертной казни за коррупцию в больших размерах. С его согласия КГБ и МВД Азербайджана арестовало в полном составе государственную торговую инспекцию Министерства торговли республики в количестве 24 человек. В течение первых пяти лет руководства республикой были сменены две трети министров, 8 из 10 членов бюро ЦК, 37 из 45 секретарей райкомов.
По словам бывшего первого заместителя председателя КГБ СССР Ф. Д. Бобкова, на вопрос, заданный спустя три года после вступления в должность, «многое ли удалось сделать?», Алиев ответил: «Гарантировать могу только одно — в ЦК партии Азербайджана взяток не берут». Впоследствии, однако, коррупция достигла ещё больших размеров. Должности в административно-командной системе стали занимать земляки Алиева — выходцы из Нахичеванской АССР. Проведя значительную чистку аппарата, Алиев на все освободившиеся места посадил своих родственников и нахичеванских земляков. Ахундовская «приватизация» Азербайджана сменилась тотальным господством одной клановой группировки. Писатель Чингиз Абдуллаев в статье «Час откровения» следующим образом описал сложившуюся при Алиеве ситуацию:

В условиях нашей республики местничество приобрело особенно откровенный и издевательский характер. В конце семидесятых правительственными дачами в Загульбе распоряжались несколько родственных кланов, поскольку почти все члены правительства и ответственные работники ЦК были родственниками друг друга. Сквозь такую круговую оборону было нелегко пробиться. В лучшем случае это удавалось сделать за счёт удачной женитьбы… Страшное в условиях Азербайджана «харалысан» — откуда ты родом? — разобщало нацию… Липко-грязное слово «взятка» мы заменили на «хормет» — «уважение» и начали уважать друг друга….

Зардушт Ализаде, активный участник азербайджанского национально-демократического движения 1980-х — 1990-х годов, так описывал Азербайджан при Алиеве: 
Азербайджанцы до 1988 года были в абсолютной своей массе верны СССР, «социалистическому строю», России. Хотя загнивание шло, коррупция полностью институционализировалась, теневая экономика сращивалась с госаппаратом, однако население в силу природной пластичности приспособилось к этим условиям и органически было чуждо протесту и инакомыслию… Формирование правящей партийно-хозяйственной бюрократии последние двадцать лет шло под тщательным контролем Алиева Гейдара Алиевича, абсолютно полновластного «хозяина» партии — государства в этом уголке СССР. Должности секретарей партийных комитетов и председателей исполкомов, министров, зам. министров, начальников главков и ниже, как правило, продавались за взятки… Кроме взятки, роль играл и такой фактор, как кумовство и местничество. За тринадцать лет прямого руководства республикой Гейдар Алиев сумел разместить множество своих родичей и земляков на важнейшие посты — как в органах госуправления, так и в сферах экономики, культуры и образования. Идеологический фактор при этом роли не играл, вернее, играл роль не фактор формальной коммунистической идеологии, а фактор реальной идеологии — идеологии преданности Г. Алиеву и согласия с существующими порядками. Так формировался основной костяк партийно-хозяйственной элиты.

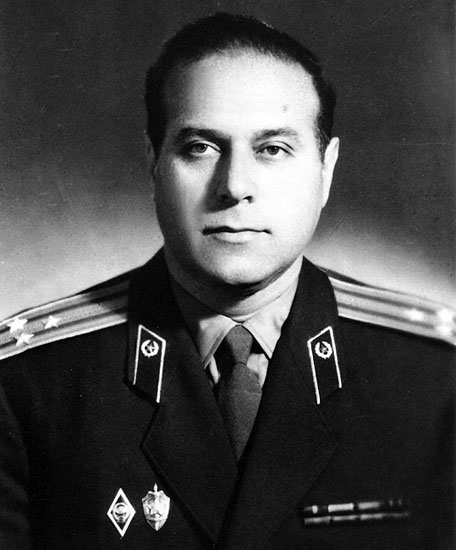
Полковник КГБ Гейдар Алиев

Не справившись с задачей модернизации общественной жизни, Алиев, однако, как руководитель способствовал значительному экономическому росту в Азербайджанской ССР. Евгений Примаков дал следующую оценку деятельности Алиева во главе Советского Азербайджана: «Под его руководством Азербайджан стал одной из самых процветающих советских республик. Бурно развивались экономика, промышленность, сельское хозяйство. Азербайджанский кинематограф стал очень известен». В одном из эксклюзивных интервью Гейдар Алиев вспоминал:
Та система тоже имела свои преимущества. Используя её возможности, я добивался развития Азербайджана. Ну, например, с 1970 года до 1980 года я в десять раз поднял производство винограда, с 200 тыс. тонн в год до 2 млн тонн. За счёт этого Азербайджан, конечно, обогатился. К сожалению, в переходный период после 1988—1989 годов многое из того, что мы создали, разрушили. Первый удар был нанесён, когда Горбачев начал антиалкогольную кампанию и стали вырубать плантации. Затем, став независимым государством, мы лишились той экономической интеграции, которая была в Советском Союзе.
Экономический рост республики во многом произошёл благодаря тёплому приёму, который оказывали в Баку высшему руководителю СССР — генеральному секретарю ЦК КПСС Л. И. Брежневу. Трижды побывав в Азербайджанской ССР, он непременно увозил отсюда щедрые подарки. В один из приездов Алиев подарил Брежневу бриллиантовое кольцо с одним большим камнем в середине, окружённым 15 меньшими камнями, символизировавшими советские республики, стоимость которого составляла 226 000 рублей.
В период с 1974 по 1979 годы Алиев являлся заместителем председателя Совета Союза Верховного совета СССР. С 5 марта 1976 по 22 ноября 1982 года — кандидат в члены Политбюро ЦК КПСС. По рекомендации Леонида Брежнева в 1982 году был избран членом Политбюро.

### Деятельность в Москве

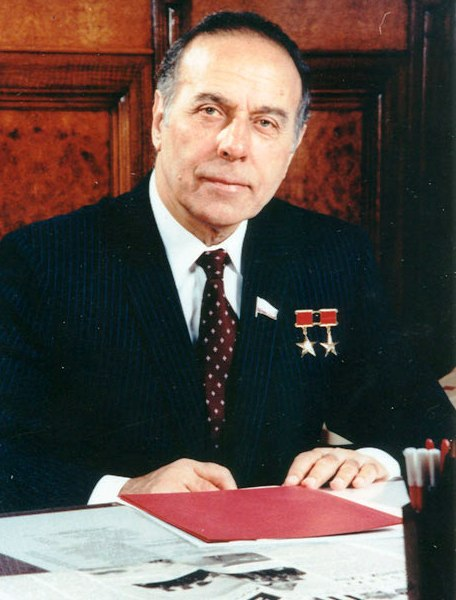
Дважды Герой Социалистического Труда Гейдар Алиев

24 ноября 1982 года, после смерти Л. И. Брежнева, новый генеральный секретарь ЦК КПСС Ю. В. Андропов настоял на переводе Алиева в Москву, на должность первого заместителя председателя Совета Министров СССР. Сам Алиев об этом так рассказывал в интервью газете «Новые Известия»: «У нас были близкие, даже дружеские отношения, и всё же я сказал: „Юрий Владимирович, разрешите остаться в Баку“. Андропов настоял, и я переехал, стал первым заместителем председателя Совета Министров СССР». На новом посту он курировал машиностроение, лёгкую промышленность и транспорт; в его ведении также находились культурная и образовательная сферы. С 22 ноября 1982 по 21 октября 1987 года Гейдар Алиев — член Политбюро ЦК КПСС. В июне 1983 года Алиев возглавил государственную комиссию и организовал работы по ликвидации последствий катастрофы теплохода «Александр Суворов» под Ульяновском. С 1984 года Алиев возглавлял комиссию по реформе советской школы. Позднее, 31 августа 1986 года, он возглавил правительственную комиссию, созданную для расследования катастрофы парохода «Адмирал Нахимов». В октябре того же года он занял пост председателя бюро Совета министров СССР по социальному развитию.
Алиев также возглавлял комиссию Совета министров по строительству и освоению Байкало-Амурской магистрали (БАМ). С осени 1987 по 1988 год — государственный советник при Совете министров СССР. Был депутатом Совета Союза Верховного Совета СССР 8—11 созывов (1970—1989) от Азербайджанской ССР.

### Отставка и выход на пенсию
На заседании Политбюро 11 марта 1985 года, обсуждавшего вопрос об избрании нового генерального секретаря, Алиев высказался в поддержку Михаила Горбачёва, однако при Горбачёве он сам попал в опалу. Помощник Горбачёва А. С. Черняев в своём дневнике за 9 октября 1987 года записал: «Потом напомнил о деле Алиева. Копаем, говорит, и дело вроде образуется почище рашидовского».
Алиев позднее рассказывал, что в кремлёвской больнице врачи внушали ему, что жить осталось недолго:
Три месяца меня продержали на койке, потом ещё было полтора месяца реабилитации. Закончилось всё консилиумом, который взялся доказывать, будто я не могу продолжать работать в Совмине по состоянию здоровья. Я прямо спросил: „Чего вы добиваетесь?“ Но мне же не могли честно сказать, что поступило указание Горбачёва: любой ценой получить заявление Алиева о добровольной отставке. Поэтому меня уговаривали, запугивали. Однажды даже сказали, что жить мне лет пять, не больше.
С 1988 по 1990 годы Алиев — персональный пенсионер союзного значения. Выведен из состава ЦК КПСС на пленуме ЦК в апреле 1989 года.

### Возвращение на родину
На следующий день после трагических событий 20 января 1990 года, связанных с вводом армейских частей в Баку, Гейдар Алиев провёл в постоянном представительстве Азербайджанской ССР в Москве (ныне — посольство Азербайджана) пресс-конференцию, на которой осудил ввод войск и обвинил Горбачёва в нарушении Конституции. Спустя некоторое время, 4 февраля, в газете «Правда» вышла статья доктора медицинских наук В. Эфендиева под названием «Алиевщина, или плач по „сладкому“ времени» изобличающей деятельность Гейдара Алиева на посту Первого секретаря ЦК КП Аз.ССР.
9 февраля Алиев дал интервью газете The Washington Post, в котором подтвердил свои обвинения против Горбачёва и зачитал телеграмму Эфендиева, утверждавшего, что эта статья «является вымыслом и клеветой, под которой я никогда не подписывался». В этих условиях Алиев принял решение вернуться на родину.
Возвратившись в июле 1990 года в Азербайджан, Алиев первое время находился в Баку, но местные власти потребовали от него покинуть столицу Азербайджана, и тогда он отправился в родную Нахичевань. Осенью того же года он был избран депутатом Верховного Совета Азербайджанской ССР от Нахичевани. В июле 1991 года в знак протеста против политики руководства СССР и в связи с возникшей в Нагорном Карабахе острой конфликтной ситуацией, он вышел из КПСС (по другим данным, Алиев покинул партию в 1990 году).

### Во главе Нахичеванской АР

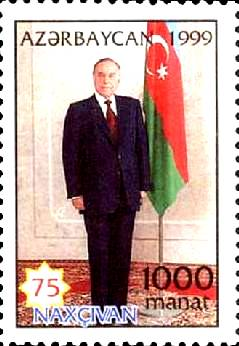
Гейдар Алиев на почтовой марке, посвящённой 75-летию основания Нахичеванской Автономной Республики

3 сентября 1991 года Гейдар Алиев был избран председателем Верховного Совета Нахичеванской АССР. По его словам, единственным официальным лицом, поздравившим его с избранием, стал председатель Верховного Совета Армении Левон Тер-Петросян.
8 сентября в Азербайджане прошли президентские выборы, на которых победил единственный кандидат Аяз Муталибов. Верховный Совет (Меджлис) Нахичеванской Автономной Республики бойкотировал выборы.
10 сентября в программе «Время» Муталибов пообещал «привести Меджлис в чувство». Алиев в ответ заявил, что «в случае вооружённого нападения со стороны Баку 330 тысяч жителей Нахичевани готовы защищать свой Меджлис, как россияне защищали Белый дом в дни путча».
24 марта 1992 года Гейдар Алиев и премьер-министр Турции Сулейман Демирель подписали протокол об укреплении сотрудничества в области экономики, транспорта и коммуникаций, который предусматривал открытие воздушного пространства между Турцией и Нахичеванской АР, а также предоставление ей кредита в размере 100 млн долларов. По возвращении Алиева домой чрезвычайная сессия Верховного Совета Азербайджана приняла постановление об утверждении формулировки статьи 112 Конституции Азербайджана, в соответствии с которой председатель Верховного Меджлиса Нахичеванской АР восстанавливался в должности заместителя председателя ВС Азербайджана, в результате чего Алиев одновременно занял пост заместителя председателя Верховного Совета Азербайджана.

Бюст Гейдара Алиева в Нахичевани (1983 год, скульптор Омар Эльдаров)

Глава автономии установил хорошие отношения и с соседним Ираном, который оказывал финансовую помощь республике. В августе Гейдар Алиев совершил визит в Иран, где был подписан Протокол о «сотрудничестве в различных областях между Нахичеванской Автономной Республикой Азербайджанской Республики и Исламской Республикой Иран». В ходе одного из визитов в Тегеран Алиев заявил, что «никакой сатана не сможет повредить нашим отношениям с Ираном».
В мае Нахичеванская АР подверглась удару со стороны соседней Армении (по данным армянской стороны, это были действия нерегулярных формирований). Самые тяжёлые бои развернулись 18 мая, когда армянские силы, использовавшие ракеты и артиллерийские орудия, захватили холмы, окружающие город Садарак. 23 мая Алиев объявил об одностороннем прекращении огня. Чтобы снять напряжённость на границе Армении и Нахичеванской АР, Алиев ежедневно поддерживал телефонную связь с советником президента Армении по национальной безопасности Ашотом Манучаряном, а тот периодически обеспечивал ему воздушный коридор для перелётов из Нахичевани в Баку через воздушное пространство Армении.
Бои на армянско-нахичеванской границе совпали по времени с государственным переворотом в Азербайджане, в результате которого был свергнут президент Муталибов, позднее эмигрировавший в Россию, а к власти в стране пришёл Народный фронт во главе с Абульфазом Эльчибеем. Как и Муталибову, Эльчибею не удалось подчинить себе нахичеванский анклав. В октябре министр внутренних дел Азербайджана Искандер Гамидов попытался назначить министром внутренних дел автономной республики Сиявуша Мустафаева, но нахичеванский парламент отказался утвердить это назначение.
24 октября двести сторонников Народного фронта Азербайджана на семь часов захватили здания Министерства внутренних дел и телецентра в Нахичевани с целью создания условий для того, чтобы Мустафаев мог приступить к исполнению своих обязанностей. После того, как Гейдар Алиев предъявил ультиматум, сторонники НФА покинули здание МВД, а на следующий день он назвал эти выступления «попыткой государственного переворота». Газета «Свобода» обвиняла Алиева в том, что он на свои митинги призывает фанатически настроенную часть духовенства, причём газета утверждала, что на митингах в Нахичевани 26—27 октября выступали муллы из Ирана. Сам Алиев отвергал эти обвинения. Искендер Гамидов на встрече с бакинскими студентами обвинил Гейдара Алиева в том, что он «в день по пять раз разговаривает с президентом Армении Левоном Тер-Петросяном, а президенту Азербайджана не звонил ни разу». Он также сказал: «Если Алиев задумал создать хаос в республике или отделить Нахичевань от Азербайджана, я пустил бы ему не одну, а две пули в лоб».
21 ноября того же года в Нахичевани была образована партия «Новый Азербайджан», председателем которой был избран Гейдар Алиев. Инициатором создания партии стала т. н. «группа девяносто одного», обратившаяся к Алиеву с просьбой возглавить эту новую организацию.

### Возвращение к власти

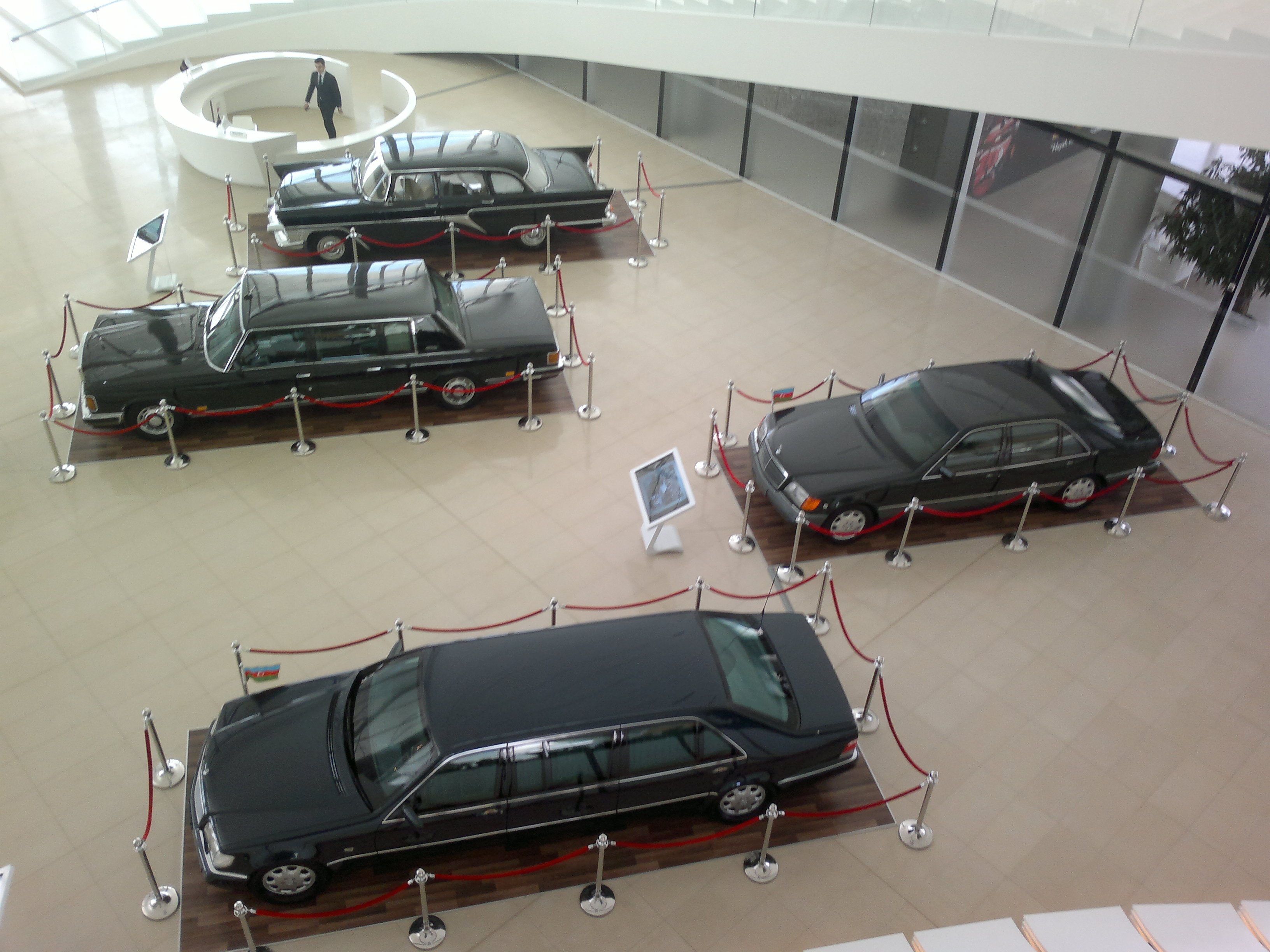
Автомобили, находившиеся в служебном пользовании Гейдара Алиева в периоды его руководства Азербайджаном — с 1969 по 2003 год. Культурный центр Гейдара Алиева

28 мая 1993 года российские армейские подразделения до истечения заранее определённого срока были выведены из Гянджи, а оставленное ими оружие досталось азербайджанским подразделениям под командованием полковника Сурета Гусейнова. 4 июня правительственные войска начали операцию «Тайфун» по разоружению мятежного полковника, которая обернулась неудачей и гибелью людей. Бойцам Сурета Гусейнова удалось захватить в заложники генерального прокурора Ихтияра Ширинова. Первым делом Гусейнов приказал генеральному прокурору выписать ордер на арест Абульфаза Эльчибея, а 10 июня его подразделения выдвинулись на Баку. На фоне разразившегося в стране внутриполитического кризиса Алиев по приглашению Эльчибея прибыл в Баку. В тот период жизнь по вечерам в столице замирала — свободно себя чувствовали лишь вооружённые боевики различных группировок. Как позднее говорил Алиев, «…Здесь была гражданская война, друг в друга стреляли. У каждого был свой вооружённый отряд. Чтобы навести порядок, мне понадобилось два с половиной года…». Эльчибей предложил Алиеву пост премьер-министра, но Алиев взял время на обдумывание.

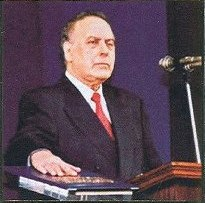
Инаугурация Гейдара Алиева. 1993 год

Переговоры властей с Суретом Гусейновым, на которых Гейдар Алиев выступил в качестве посредника, ни к чему не привели. 10 июня председатель Милли Меджлиса Иса Гамбар подал в отставку, и 15 июня новым главой парламента был избран Гейдар Алиев. В ночь с 17 на 18 июня Эльчибей неожиданно улетел в Нахичевань, укрывшись в своём родном селе Келеки. Вскоре после этого, 25 июня, Милли Меджлис Азербайджана проголосовал за лишение Эльчибея президентских полномочий и передачу их председателю парламента Алиеву, но поскольку такое решение не соответствовало Конституции страны, то парламентарии приняли решение вынести вопрос о доверии президенту страны на всенародный референдум.
27 июня в Баку прошли переговоры между Гейдаром Алиевым и Суретом Гусейновым. В тот же день его подчинённые покинули пригороды азербайджанской столицы, а позднее приказом министра обороны бригада Гусейнова была введена в состав национальной гвардии Азербайджана.
Внутриполитическая обстановка в Азербайджане оставалась напряжённой, периодически угрожая перерасти в гражданскую войну. Так, 21 июня полковник азербайджанской армии талышского происхождения, заместитель министра обороны Альакрам Гумматов и офицеры 704-й бригады провозгласили на территории семи азербайджанских районов Талыш-Муганскую Автономную Республику. Гумматов потребовал отставки и. о. президента страны Гейдара Алиева и возвращения в Баку экс-президента Аяза Муталибова. Действия Гумматова были явно направлены против прихода Алиева к власти, однако его выступление не получило значительной поддержки со стороны талышского населения, и спустя два месяца, 23 августа, самопровозглашённая республика пала, и Гумматову пришлось скрываться. В сентябре в телефонном разговоре с корреспондентом газеты Коммерсантъ он заявил, что будет «бороться против режима Алиева самым решительным способом», поскольку не считает его легитимным, но в итоге был арестован.

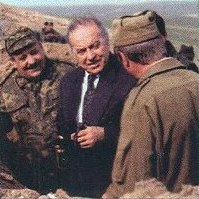
Гейдар Алиев с азербайджанскими военными в зоне боевых действий

Крайне обострилась ситуация в зоне боевых действий между азербайджанской армией и армянскими формированиями в Карабахе. Став и. о. президента, Алиев расформировал 33 добровольческих батальона Народного фронта, состоявшие в основном из сторонников оппозиции, что привело к кризису на фронте.
27 июня армянские вооружённые формирования захватили Мардакерт, а 23 июля после длительного сражения пал Агдам. Развивая успех, армяне блокировали приграничный райцентр Физули, а также дорогу, связывающую юго-западные районы Азербайджана с остальной частью страны. Совет безопасности ООН принял резолюцию, осудив оккупацию Агдама, и потребовал вывода армянских сил, однако уже 22 августа армянскими формированиями был взят Физули, а позднее были захвачены ещё два района. На фоне этих событий 28 августа в стране прошёл референдум о доверии Абульфазу Эльчибею, по результатам которого за отставку Эльчибея проголосовало 97,5 % граждан страны. Народный фронт Азербайджана назвал итоги референдума сфальсифицированными, а Госдепартамент США в специальном заявлении выразил озабоченность по поводу организации референдума.
В начале сентября Гейдар Алиев совершил визит в Москву, где встретился с президентом Борисом Ельциным, председателем правительства Виктором Черномырдиным, председателем Верховного Совета Русланом Хасбулатовым, министром иностранных дел Андреем Козыревым и министром обороны Павлом Грачёвым. Свой визит он определил как «исправление ошибок, допущенных прежним руководством республики во взаимоотношениях с Россией». В ходе визита Алиев высказался за вхождение Азербайджана в СНГ, и уже 20 сентября Национальное собрание Азербайджана приняло постановление о присоединении республики к СНГ. В том же месяце в Нахичеванской АР вновь вспыхнули бои. Иранские войска в целях охраны «совместно управляемых» дамб на реке Аракс и создания нескольких лагерей для азербайджанских беженцев перешли границу Азербайджана в районе Нахичевани, что вызвало резкую реакцию со стороны России. Алексей Зверев пишет:

Другой инцидент, в сентябре 1993 г., привёл к драматическому усилению роли России в регионе. Когда в Нахичевани вновь вспыхнули бои, в эту автономную область вошли иранские войска для охраны совместно управляемого водохранилища; они также вступили в пункт Горадиз в «континентальной» части Азербайджана, якобы для оказания помощи азербайджанским беженцам. По мнению Армена Халатяна, аналитика Московского института гуманитарно-политических исследований, обращение азербайджанских властей за военной помощью к Турции могло бы спровоцировать вооружённый конфликт между турецкими и российскими частями, охранявшими армянскую границу, а также столкновение с иранцами, уже вошедшими в Нахичевань. Баку, таким образом, был поставлен перед выбором: либо допустить разрастание конфликта до неконтролируемых пропорций, либо повернуться лицом к Москве. Алиев выбрал последнее, тем самым позволив России восстановить своё влияние по всему периметру закавказской границы СНГ, что фактически вывело из игры Турцию и Иран.

Руководство страны рассчитывало на помощь России в прекращении войны в Карабахе, которая препятствовала наведению порядка в стране, укреплению внутриполитической стабильности и проведению необходимых экономических мероприятий. Однако пассивность России в отношении вооружённого конфликта летом и осенью 1993 года, а также новые захваты противником части территории страны, послужили одной из причин того, что Баку переориентировался на сближение с Западом.

## Президент Азербайджана

### Прекращение боевых действий. Экономическая стратегия

Момент подписания «Контракта века», 1994

3 октября 1993 года в Азербайджане прошли президентские выборы, победу на которых одержал Гейдар Алиев, набрав 98,8 % голосов. На выборы он шёл под лозунгом «Я дам вам то, что вы хотите». Ситуация в стране была крайне нестабильной: резко упало производство, страна столкнулась с тяжёлым экономическим кризисом, обострилась проблема беженцев, продолжались военные действия. В конце октября армянские вооружённые формирования взяли Горадиз, 1 ноября — Зангелан. 11 декабря Алиев подверг публичной критике азербайджанскую армию, позволившую противнику занять значительную часть Нагорного Карабаха, а также прилегающие к нему территории. 22 декабря азербайджанские войска перешли в контрнаступление, к февралю 1994 года они отбили Горадиз и часть Физулинского района. Однако несмотря на локальные успехи, Азербайджану не удалось существенно изменить ситуацию на поле боя и добиться крупной победы, к весне 1994 года наступление выдохлось, вооружённые силы оказались истощены. В апреле 1994 года армяне начали массированное наступление на северо-восточном участке фронта, получившее у них название «Тертерская операция». План был масштабный: прорвав оборону азербайджанцев в районе Тертера, развить наступление на Барда—Евлах, выйти к Куре и Мингечевирскому водохранилищу и таким образом отрезать весь северо-запад Азербайджана вместе с Гянджой подобно тому, как ранее был отрезан юго-запад. Предполагалось, что после такой катастрофы Азербайджану не останется иного, как заключить мир на предписанных Арменией условиях. Однако успехи армян были скромные: к середине апреля было занято 4 села; за последующие три недели, в результате пяти не прекращавшихся ожесточённых атак было занято лишь несколько населённых пунктов к северу от Агдама и к западу от Тертера. В этих условиях 5 мая при посредничестве группы государств СНГ парламентские структуры Азербайджана, Армении и непризнанной НКР подписали Бишкекский протокол с призывом прекратить огонь в ночь с 8 на 9 мая. Премьер-министр Сурет Гусейнов, представший позднее перед судом, утверждал, что Алиев, сотрудничая с армянами, сознательно организовал обострение ситуации на фронте и, более того, был причастен к провозглашению Талыш-Муганской автономии на юге страны. Экс-президент Эльчибей в связи с этим заявил: «Часть того, что сказал Гусейнов, — правда. Придёт время, и я раскрою другие части этой правды».
Приход Гейдара Алиева к власти позволил радикально изменить ситуацию в Азербайджане. Прекращение военных действий позволило Алиеву сосредоточить внимание на восстановлении экономики страны, и в частности на земельной реформе. Уже в декабре 1994 — марте 1995 года президентом Алиевым были созданы специальные комиссии для создания принципов аграрной реформы. Этими комиссиями были составлены три основных закона по земельной реформе и реструктуризации хозяйств в 1995—1996 годах. Общие принципы новой экономической системы были изложены в конституции страны, принятой в ноябре 1995 года. Новая конституция отменила государственную монополию собственности на землю, сохранявшуюся в Азербайджане с начала 1920-х годов и признала право нахождения движимого и недвижимого имущества (например земли) в частной собственности. В новой конституции был зафиксирован переход от планового хозяйства к рыночной экономике.
Гейдар Алиев начал переговоры с западными компаниями о разработке нефтяных месторождений в Азербайджане. 20 сентября 1994 года правительство Азербайджана заключило Контракт века с крупнейшими мировыми нефтегазовыми корпорациям: BP (Великобритания), Amoco, Unocal, Exxon, McDermott и Pennzoil (США), «Лукойл» (Россия), Statoil (Норвегия), а также Государственной нефтяной компании Азербайджана, TPAO (Турция), Delta Nimir (Саудовская Аравия) и Ramco (Шотландия) на крупномасштабную разработку месторождений «Азери-Чираг-Гюнешли» в азербайджанском секторе Каспия. Это соглашение сыграло исключительную роль в деле привлечения инвестиций и развития промышленности страны. Профессор Гарвардского университета Дэвид Кинг также отмечает, что Гейдар Алиев способствовал оздоровлению экономики Азербайджана.
| Показатели                                         | 1994   | 1995   | 1996   | 1997   | 1998   | 1999   |
| -------------------------------------------------- | ------ | ------ | ------ | ------ | ------ | ------ |
| ВВП, млрд манат                                    | 1873,4 | 10 669 | 13 663 | 15 791 | 16 144 | 16 457 |
| Изменение, %                                       | −21,9  | −11,8  | 1,3    | 5,8    | 10,0   | 7,4    |
| На душу населения, $ США                           | —      | 321,6  | 421,0  | 507,5  | 537,0  | 508,3  |
| Среднегодовой курс маната по отношению к долл. США | 4182   | 4414   | 4303   | 3986   | 3868   | 4119   |
| Уровень инфляции, %                                | 1663,5 | 411,8  | 19,9   | 3,7    | −0,8   | −8,5   |
| Дефицит бюджета, удельный вес к ВВП, %             | 11,5   | 5,2    | 2,9    | 2,5    | 2,0    | 2,8    |
| Доходы бюджета, удельный вес к ВВП, %              | 31,7   | 14,9   | 14,7   | 16,2   | 14,4   | 17,0   |
| Расходы бюджета                                    | —      | 20,1   | 17,6   | 18,6   | 16,3   | 19,8   |
| Инвестиционные вложения в экономику, млрд манат    |        | 2403   | 3939   | 6250   | 7367,1 | 4426,2 |
| Из них иностранных                                 |        | 1657   | 2666   | 4878   | 5700   | 2370   |
| Дефицит платёжного баланса, млн $ США              | —      | 400,7  | 931,2  | 915,8  | 1365   | 599,7  |
| Дефицит торгового баланса, млн $ США               | −141,1 | −120   | −329,4 | −13    | −471,8 | −104,8 |

### Октябрьские события
Возвращение Гейдара Алиева к власти и прекращение боевых действий, однако, не предвещало стабилизации непростой внутриполитической обстановки в стране. Через год, летом 1994 года министр внутренних дел Рамиль Усубов издал приказ о расформировании Отряда полиции особого назначения (ОПОН). Отказавшись выполнить приказ, командир отряда, заместитель министра внутренних дел Ровшан Джавадов засел со своими сторонниками на базе ОПОН в бакинском посёлке «8-й километр». По указанию Алиева министр тогда отменил свой приказ. В начале сентября власти предприняли попытку разоружить формирования Народного фронта в Нахичевани, что вызвало протесты оппозиции и обеспокоенность у западных дипломатов. Руководство тогда снова отступило.
Через несколько дней после подписания «Контракта века» Алиев выехал за границу. В ночь с 21 на 22 сентября в Баку из СИЗО Министерства национальной безопасности бежали экс-министр обороны Рагим Газиев, его заместители Альакрам Гумматов и Баба Назарли, а также экс-командир лачинского полка Ариф Пашаев. По обвинению в организации побега был арестован и осуждён министр национальной безопасности Нариман Имранов. По утверждению директора Правозащитного центра Азербайджана Эльдара Зейналова «побег нужен был для активизации тогдашней оппозиции». Спустя несколько дней, в ночь с 29 на 30 сентября, в Баку были убиты двое близких соратников президента — бывший председатель парламента Афияддин Джалилов и начальник особого управления при президенте Шемси Рагимов. По подозрению в убийствах 2 октября были задержаны несколько сотрудников ОПОН. Вечером того же дня группой ОПОН было захвачено здание Генеральной прокуратуры и 40 заложников, в том числе и генпрокурор Али Омаров. Утром следующего дня ОПОНовцы покинули здание генпрокуратуры и вернулись на свою базу. Бойцы ОПОНа потребовали отставки генпрокурора, главы МВД и председателя парламента, освобождения своих сотрудников, а также созыва чрезвычайной сессии парламента. Гейдар Алиев подписал указ о введении чрезвычайного положения сроком на два месяца и вечером 3 октября выступил по телевидению с обращением к народу, в котором призвал бойцов ОПОН сложить оружие, охарактеризовав их действия как попытку государственного переворота.
Ситуацию, между тем, решил использовать и премьер-министр Сурет Гусейнов. 4 октября его вооружённые сторонники, при поддержке местного отряда ОПОН, захватили административные здания в Гяндже и блокировали аэропорт. Президент обвинил Гусейнова и Джавадова в организации переворота. В ночь на 5 октября у президентского дворца начался митинг сторонников Алиева с участием 15—20 тыс. человек. Рядом с ним на трибуне находились лидеры всех ведущих, в том числе и оппозиционных, политических партий. В своём выступлении Гейдар Алиев указал, что в стране налицо вооружённое противостояние, сложившееся в результате незаконных действий отдельных групп ОПОН. Продолжая, он сказал:
Кроме того, был устроен побег из тюрьмы четырёх преступников, а затем зверски убиты два государственных деятеля Азербайджана — Джалилов и Рагимов. Все события последних дней подстрекались извне, осуществлялись на основе планов, подготовленных вражескими силами внутри страны. Некоторые из них разработаны в Москве.
Он уточнил, что «говоря „в Москве“, я имею в виду тех, кто бежал из Азербайджана, таких предателей как Аяз Муталибов, Вагиф Гусейнов».
Около часа ночи Джавадов в сопровождении 150 опоновцев прибыл на переговоры с президентом, где у них состоялась короткая беседа. Командир ОПОНа, в частности, заявил, что бойцы не согласны с решением властей о роспуске отряда и потому вынуждены были защищать себя как могли, но поскольку стране сейчас грозит новый переворот и кровопролитие, то он готов выступить на защиту законной власти.
На последовавшем ночью митинге в Баку ОПОН поддержал президента и потому не был распущен. В то же время в Гянджу по приказу Расула Гулиева вошли правительственные войска и «восстановили порядок». Было арестовано около 100 человек, которых под усиленным конвоем отправили в Баку. Сурет Гусейнов отверг обвинения к организации беспорядков в Гяндже. Однако 7 октября Милли Меджлис принял его отставку с поста премьер-министра, и спустя время Гусейнов покинул страну, перебравшись в Россию. Однако российские правоохранительные органы в марте 1997 года экстрадировали его в Азербайджан, где в феврале 1999 года он был приговорён к пожизненному заключению за попытку организации государственного переворота.

### Мятеж ОПОН
Последним столкновением между президентом и Отрядом полиции особого назначения стали мартовские события 1995 года. 12 марта 1995 года правоохранительные органы Азербайджана перехватили автомашины со 150 тоннами меди, которая перевозилась в сопровождении сотрудников ОПОН. В ночь на 13 марта в северо-западных районах Азербайджана произошли вооружённые столкновения между ОПОН и местными силами правопорядка. Мятежники захватили в двух приграничных с Грузией районах здания администрации и отделения полиции. Гейдар Алиев, отложив свой визит в Пакистан и Иран, провёл совещание в Аппарате президента, посвящённое критической ситуации в Казах-Акстафинской зоне. По результатам совещания военным было дано указание подавить мятеж. Правительственные войска выступили против мятежников и смогли выбить их из Акстафы.

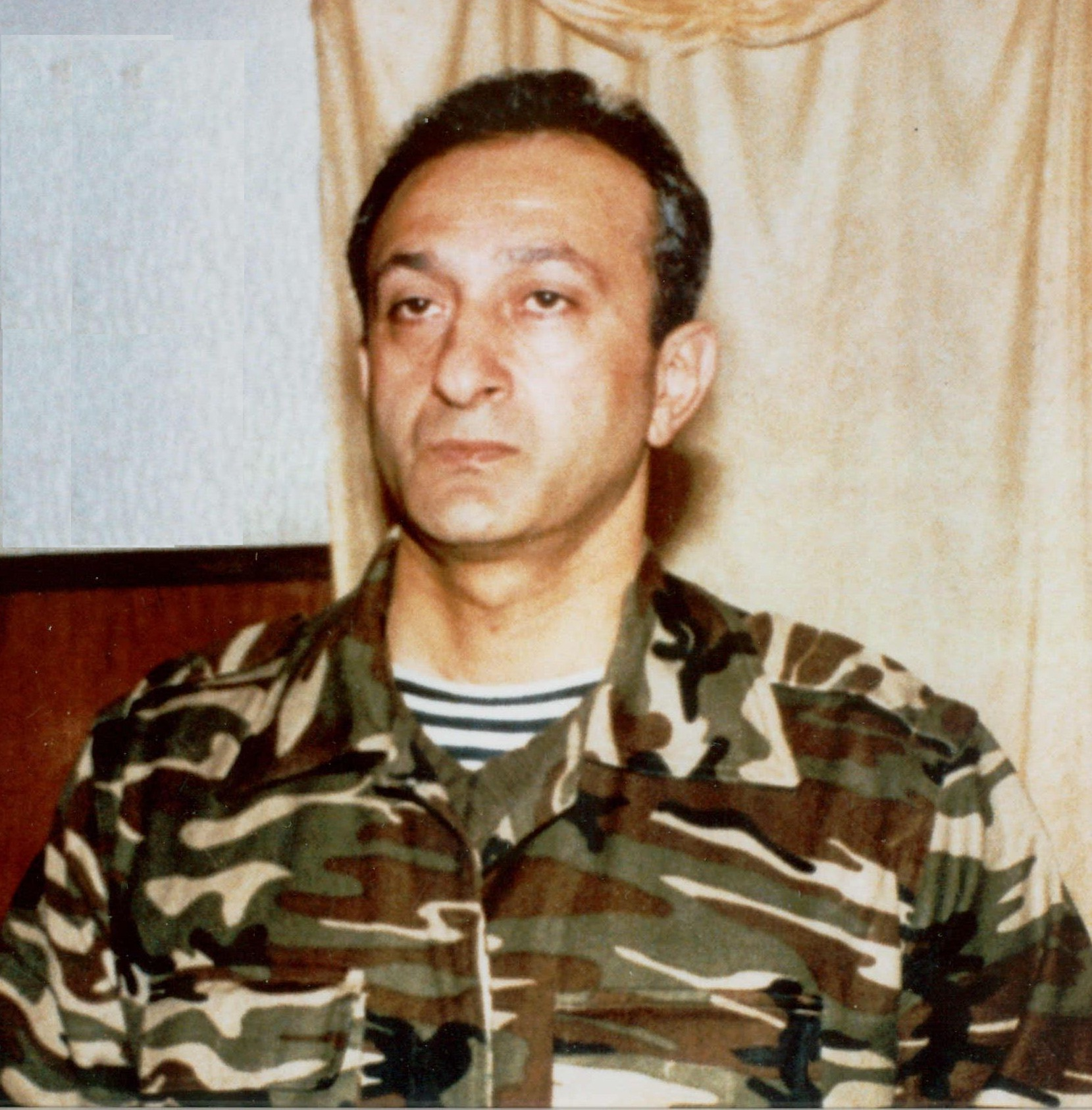
Ровшан Джавадов

15 марта Гейдар Алиев снял с поста заместителя министра внутренних дел, лидера ОПОН Ровшана Джавадова. В свою очередь, Джавадов, окопавшись на базе ОПОН в посёлке «8-й километр» близ Баку, призвал к отставке Алиева, председателя парламента Расула Гулиева и министра внутренних дел Рамиля Усубова. Крайне жёстким было его заявление: «Президент и спикер парламента должны уйти в отставку, или они уйдут с кровью». Выступив по республиканскому телевидению, Алиев объявил: «Во главе антиправительственного выступления стоят братья Махир и Ровшан Джавадовы, их действия являются преступлением против народа и государства». В ночь с 16 на 17 марта вспыхнули вооружённые столкновения между членами бывшего ОПОН и правительственными войсками в районе базы ОПОНовцев, закончившиеся гибелью Ровшана Джавадова и подавлением правительственными войсками мятежа ОПОН. Сотни членов ОПОН предстали перед судом за участие в вооружённом свержении власти и получили различные сроки заключения.

### Внутриполитическая стабилизация
В марте 1995 года был арестован, а спустя позже и осуждён за государственные преступления экс-министр внутренних дел Искандер Гамидов (арест совпал с подавлением мятежа опоновцев в Баку); 31 марта была запрещена деятельность его партии «Бозгурд», располагавшей на 1994 год 4 тысячами подготовленных боевиков. В том же месяце по обвинению в оскорблении чести и достоинства президента с использованием средств массовой информации было возбуждено уголовное дело против журналистов юмористической газеты «Чешмя», которых суд приговорил к различным срока лишения свободы от 2 до 5 лет (спустя месяц после вынесения вердикта все они были амнистированы указом президента). В августе было объявлено о попытке покушения на жизнь президента — т. н. «Дело генералов», по которому группа заговорщиков, в том числе, два бывших заместителя министра обороны, собиралась сбить президентский самолёт из переносных зенитно-ракетных комплекса (ПЗРК) «Стрела — 3М» (все 23 обвиняемых получили от 3 до 13 лет тюремного заключения). На основе показаний Ага Ахундова 2 октября арестовали лидера Партии Труда Сабутая Гаджиева, которому, как сообщил Ахундов, он передал 300 единиц оружия для организации государственного переворота. В течение последующих лет, по данным правозащитного центра Азербайджана, в странах СНГ были задержаны и выданы азербайджанским властям ряд лиц, значительная часть из которых обвинялась в причастности к попыткам переворота в июне 1993, октябре 1994 и марте 1995 гг. (в том числе экс-министр обороны Газиев и премьер-министр Гусейнов). К середине 1990-х гг. администрации Алиева удалось добиться относительной внутриполитической стабильности в стране. Сложившийся в стране политический режим многие наблюдатели характеризовали как режим личной власти Алиева и его ближайшего окружения. В стране обычным явлением стали аресты независимых журналистов и активистов оппозиции, рейды по штаб-квартирам партий, запрещение митингов и демонстраций. В отношении бывшего президента Аяза Муталибова были выдвинуты обвинения в попытке организации государственного переворота, предпринимались попытки добиться его экстрадиции из России.

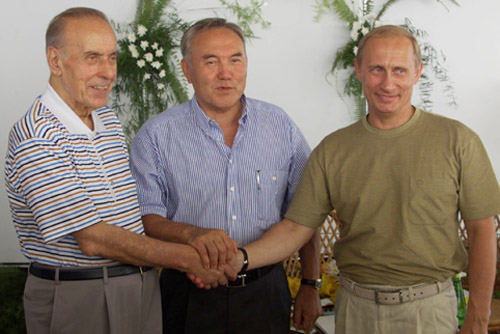
Гейдар Алиев, Нурсултан Назарбаев и Владимир Путин. Сочи, 2001 г.

На состоявшемся 12 ноября 1995 года всенародном референдуме была принята новая Конституция Азербайджана. В феврале 1998 года в стране была отменена смертная казнь. С 1997 года в Азербайджане наблюдались тенденции к установлению макроэкономической стабильности, прекращению спада в экономике, что стало возможным вследствие ставки на нефтедобывающую промышленность, где государство создало режим наибольшего благоприятствования для западных инвесторов. Однако уровень жизни основной массы населения продолжал оставаться низким: в 2001 году в Азербайджане средний доход составлял от 50 до 100 долл.; сохранялись коррупция, «теневой» рынок, инфляция, неразвитость рынка труда.
11 октября 1998 года Гейдар Алиев был переизбран на пост президента страны, набрав 76,1 % голосов избирателей.

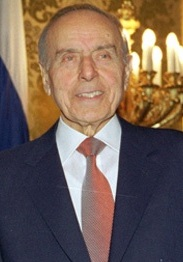
Гейдар Алиев в январе 2002 года в Москве

В 1999 году Алиев перенёс инфаркт, и ему сделали операцию по аортокоронарному шунтированию. В феврале 2000 года в институте Джонса Хопкинса в Балтиморе ему была сделана операция в связи с катарактой глаза. В феврале 2002 года в Кливлендской клинике Гейдару Алиеву провели операцию на предстательной железе, а в феврале следующего года он перенёс операцию по удалению паховой грыжи. 11 января 2002 года оппозиционные партии Азербайджана договорились о создании Объединённого движения оппозиционных партий Азербайджана, чтобы «всеми доступными средствами добиться отстранения от власти Алиева и формирования легитимной власти». Лидер партии «Мусават» Иса Гамбар заявлял: «Дело даже не в притеснении властями политических свобод. Дело в самом Азербайджане, который Гейдар Алиев превращает в огромное болото. И посему борьба против него — дело общенациональное».
3 апреля 2003 года Гейдар Алиев стал членом Академии безопасности, обороны и правопорядка.
Обвинения в сотрудничестве с Курдской рабочей партией
6 ноября 1998 года, выступая на пресс-конференции, экс-президент Эльчибей заявил, что Гейдар Алиев, находясь на посту Председателя КГБ Азербайджанской ССР, был причастен (наряду с Евгением Примаковым и бывшим ответственным сотрудником ЦК КПСС К. Брутенцом) к созданию Рабочей партии Курдистана, ведущей вооружённую борьбу за создание независимого курдского государства в Турции. Сам он никаких доказательств не привёл. Против Абульфаза Эльчибея возбудили уголовное дело по статье 188-6 УК АР (оскорбление чести и достоинства президента путём распространения заведомо ложной информации) и в январе следующего года начался судебный процесс по делу экс-президента.
Арестованный лидер КРП Абдулла Оджалан в июне 1999 года на судебном заседании в Турции заявил: «КРП имеет в Азербайджане представительство и руководящие работники в этой стране оказывают нам финансовую помощь». Спустя месяц, член руководства курдского движения Хошнав Сипан в интервью газете Коммерсантъ сказал, что Гейдар Алиев вёл переговоры с КРП «в начале 1993 года, когда Алиев возглавлял верховный совет Нахичевани. Он тогда принял трёх представителей руководства РПК и обсуждал с ними вопросы сотрудничества. Были у нас контакты и с его соперником Эльчибеем».

### Отношение к религии

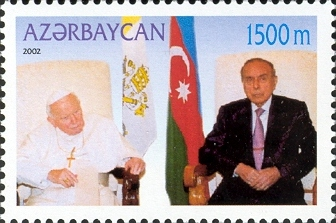
Встреча Гейдара Алиева и папы римского Иоанна Павла II в Баку. Почтовая марка Азербайджана, 2002

В интервью программе «Формула власти» Гейдар Алиев рассказал о том, каково было отношение к религии в его семье:
Моя семья, родители не были очень религиозными людьми. Мой отец вообще не исполнял никаких религиозных обрядов. Он был рабочим-железнодорожником. День и ночь работал, не до того ему было, чтобы ходить в мечеть. Мать постоянно посещала мечеть. И основные заповеди выполняла. Рамазан обязательно соблюдала, месяц голодала. Дома у нас, кроме неё, рамазан никто не соблюдал. Но мама нас не заставляла соблюдать религиозные обряды. Такая вот обстановка была в нашей семье. Вследствие того, что я не оказался в узко национальной, в узко религиозной среде, и в молодые годы у меня не было к религии особой привязанности. В обществе, где проходила моя жизнь, смешались все национальности и все религии. Но вместе с тем я, конечно, интересовался религией. Я с интересом читал на русском языке Коран и многое другое из религиозной литературы. Знакомился с историей ислама, историей Мекки, Медины.
В июле 1994 года Алиев совершил малый хадж в Мекку. Он стал первым азербайджанским лидером после 1920 года, совершившим хадж. В Книге почётных гостей Мечети Пророка в Медине, Гейдар записал:

Во имя Аллаха Милостивого, Милосердного! Я как мусульманин счастлив, что посетил священный город Медину, священные памятники ислама, мавзолей, Мечеть пророка Мухаммеда. Слава Аллаху, что мне посчастливилось осуществить желание, намерение, долгие годы жившие в моём сердце. Это историческое событие вызвало в моей душе чувства большого волнения и спокойствия. Я вновь осознал то, насколько истоки ислама опираются на общечеловеческие, философские, научные основы. Я осознал величие Всемогущего Аллаха.

Некоторые эксперты его отношение к религии характеризуют иначе. Али Абасов пишет:

Отношение режима Алиева к религии меняется параллельно и в связи с изменением его внешнеполитических ориентаций. Первое время доминирует ориентация на Россию и его союзника в Закавказье — Иран. В этот период Алиев активно использует исламскую символику и опирается скорее на официальную шиитскую иерархию. Общественность зафиксировала тот факт, что в шестнадцатую годовщину иранской революции Г. Алиев посетил приём, устроенный иранским посольством, активно участвовал во всех религиозных праздниках и совершил хадж (паломничество) в Мекку. Однако затем, при изменении ориентации на Запад и прежде всего на США, процесс был резко заторможен, завершившись практическим удалением ислама с политической арены страны.

В мае 2002 года Алиев принимал в Баку папу римского Иоанна Павла II. Тогда же президент Азербайджана передал в дар римско-католическому приходу Баку территорию для строительства нового храма.

### Болезнь и смерть

Могила Гейдара Алиева на Аллее почётного захоронения

21 апреля 2003 года Гейдар Алиев выступил на торжественном заседании во Дворце республики, посвящённом 30-летию военного училища имени Джамшида Нахичеванского. Во время своего выступления президент схватился за сердце, но подбежавшие охранники вынесли его со сцены. Спустя десять минут Алиев вернулся на трибуну и, продолжив свою речь, потерял сознание. Телохранители вновь унесли главу государства, однако, спустя несколько минут, он опять вышел на сцену, чтоб закончить свою речь словами: «Я желаю всем здоровья, счастья и успехов». С 3 по 26 мая Алиев проходил обследование в турецком военном госпитале «Гюльханэ» в Анкаре в связи с резким понижением артериального давления.
В стране тем временем должны были пройти президентские выборы. 8 июля президента поместили в турецкий военный госпиталь «Гюльханэ», и, начиная с этого времени, он не появлялся на публике. В том же месяце Гейдар, находившийся на лечении, и его сын Ильхам стали кандидатами на пост президента страны. 6 августа самолётом МЧС России президент был доставлен в Кливленд (штат Огайо, США). 2 октября по государственному телевидению Азербайджана было зачитано обращение Гейдара Алиева к народу, в котором он заявил, что снимает свою кандидатуру в пользу сына. На состоявшихся 15 октября президентских выборах победу одержал Ильхам Алиев.
Гейдар Алиев скончался 12 декабря 2003 года в возрасте 80 лет в клинике города Кливленда (США) в 10 часов утра по местному времени от сердечной недостаточности.

### Похороны

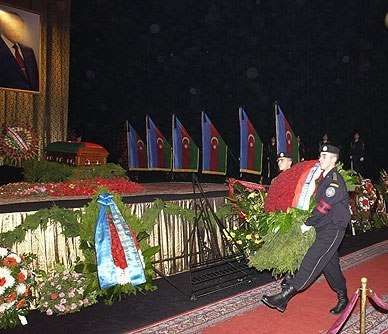
Церемония прощания с Гейдаром Алиевым во Дворце Республики

Гроб с его телом был спецрейсом доставлен из Кливленда в Баку. Из аэропорта тело экс-президента было доставлено в мечеть Тезепир для омовения, после чего гроб был установлен во дворце Республики. Гейдара Алиева с государственными почестями похоронили 15 декабря на Аллее почётного захоронения в Баку рядом с могилой супруги — Зарифой Алиевой.

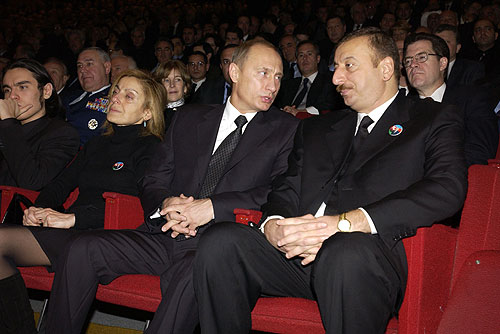
Владимир Путин с Ильхамом Алиевым на церемонии прощания с Гейдаром Алиевым

На церемонии прощания присутствовали президент России Владимир Путин, президент Казахстана Нурсултан Назарбаев, президент Узбекистана Ислам Каримов, президент Туркменистана Сапармурат Ниязов, экс-президент Грузии Эдуард Шеварднадзе и временный президент страны Нино Бурджанадзе, президент Украины Леонид Кучма, президент Турции Ахмет Недждет Сезер и экс-президент страны Сулейман Демирель, вице-президент Ирана Мохаммад Реза Ареф, а также руководитель Аджарской автономной республики Аслан Абашидзе, мэр Москвы Юрий Лужков, председатель Госсовета Дагестана Магомедали Магомедов.
Соболезнования по поводу смерти Г. А. Алиева выразили многие другие государственные и религиозные деятели.

## Семья
- Отец — Алирза Кербалаи Джафар оглы Алиев.
- Мать — Иззет Джафаргулу кызы Алиева.
  - Старший брат — Гасан Алиев (15 (28).12.1907 — 2.02.1993), видный советский и азербайджанский учёный, академик АН Азербайджанской ССР.
    - Племянник — Расим Алиев (16.07.1934 — 14.11.2021), азербайджанский архитектор, главный архитектор города Баку (1965—1988), Заслуженный архитектор Азербайджанской ССР (1979), лауреат Государственной премии Азербайджана и премии имени Гусейна Джавида, действительный член Международной академии архитектуры стран Востока (1992), вице-президент Союза архитекторов Азербайджана.

  - Старший брат — Гусейн Алиев (22.04.1911 — 25.05.1991), советский и азербайджанский художник-живописец, народный художник Азербайджана.
  - Младший брат — Агиль Алиев (10.12.1926 — 7.03.2006), советский и азербайджанский учёный-экономист, член-корреспондент НАН Азербайджана.
  - Младший брат — Джалал Алиев (30.06.1928 — 31.01.2016), советский азербайджанский учёный-селекционер и государственный деятель; академик и член Президиума НАН Азербайджана, депутат Милли меджлиса Азербайджанской Республики.
  - Младшая сестра — Рафига Алиева (20.09.1932 — 6.05.2017), советский, азербайджанский учёный, доктор химических наук (1999), профессор, действительный член НАН Азербайджана (2014), лауреат премии «Слава», заслуженный деятель науки.
    - Племянник — Рауф Рафиг оглы Халафов, генеральный мэр Службы государственной безопасности.
    - Племянница — Севиндж Рафиг кызы Гаджиева (род. 1966), доцент химического факультета БГУ (1995—2004), профессор Бакинского государственного университета, доктор химических наук, заведующий кафедрой экологической химии (с 2004 года).
      - Внучатый племянник — Мохаммед Халафов (род. 1993).

    - Племянница — Фахрия Рафиг кызы Халафова (род. 31.12.1969), азербайджанский художник-производитель, парфюмер, заслуженный деятель искусств (2006), основатель Дома моды Азербайджанского государственного университета культуры и искусств (АГУКИ).

  - Младшая сестра — Сура Алирза кызы Алиева, журналист.
  - Младшая сестра — Шафига Алирза кызы Алиева, педагог.
  - Жена (с 1953 года) — Зарифа Алиева (28.04.1923 — 15.04.1985), советский врач-офтальмолог, академик Академии наук Азербайджанской ССР, профессор.
    - Дочь — Севиль Гейдар кызы Алиева (род. 12.10.1955).
      - Внук — Азер Алиев (род. 6.06.1986), бывший тяжелоатлет, представляющий Азербайджан, вице-президент Федерации тяжёлой атлетики Азербайджана (с 2016 года), генеральный секретарь АзНОК.

    - Сын — Ильхам Алиев (род. 24.12.1961), азербайджанский государственный и политический деятель, четвёртый президент Азербайджана.
      - Внучка — Лейла Алиева (род. 3.07.1984), азербайджанский общественный деятель, главный редактор журнала «Баку», вице-президент Фонда Гейдара Алиева и глава представительства Фонда в России, генеральный координатор Молодёжного форума ОИК по межкультурному диалогу, председатель Азербайджанской молодёжной организации России — АМОР, Учредитель IDEA — Инициативы международного диалога по охране окружающей среды, президент Федерации йоги Азербайджана.
        - Правнук — Али Агаларов (род. 1.12.2008).
        - Правнук — Микаил Агаларов (род. 1.12.2008).
        - Правнучка — Амина Агаларова (род. 9.04.2014).

      - Внучка — Арзу Алиева-Курбанова (род. 23.01.1989).
        - Правнук — Айдын Самед оглы Курбанов (род. 2012).
        - Правнучка — Азиза Самед кызы Курбанова (род. 2016).

      - Внук — Гейдар Ильхам оглы Алиев (род. 3.08.1997).

### Генеалогия
| Мир Паша-бек                  | Мир Паша-бек                  | Мир Паша-бек                  | Мир Паша-бек                  | Мир Паша-бек                  | Мир Паша-бек                  |  |  |                    |                    |                    |                    |                    |                    |                    |                    |                              |                              |                              |                              |                              |                              |                      |                      |                      |                      |                      |                      |                      |                      |                            |                            | Кербалаи Гурбанали         | Кербалаи Гурбанали         | Кербалаи Гурбанали         | Кербалаи Гурбанали         | Кербалаи Гурбанали | Кербалаи Гурбанали |                    |                    | Ибрагим-бек Сулейманбеков | Ибрагим-бек Сулейманбеков | Ибрагим-бек Сулейманбеков | Ибрагим-бек Сулейманбеков | Ибрагим-бек Сулейманбеков | Ибрагим-бек Сулейманбеков |                     |                     |                  |                  |                                |                                |                                |                                |                                |                                |  |  |                    |                    |                    |                    |                    |                    |  |  |                   |                   |                   |                   |                   |                   |  |  |                    |                    |                    |                    |                    |                    |  |  |                    |                    |                    |                    |                    |                    |                    |                    |                           |                           |                           |                           |                           |                           |                 |                 |                   |                   | Кербалаи Аббасгулу | Кербалаи Аббасгулу | Кербалаи Аббасгулу | Кербалаи Аббасгулу | Кербалаи Аббасгулу | Кербалаи Аббасгулу |                    |                    |                    |                    |                    |                    |  |  |  |  |  |  |  |  |  |  |  |  |  |  |  |  |
| Мир Паша-бек                  | Мир Паша-бек                  | Мир Паша-бек                  | Мир Паша-бек                  | Мир Паша-бек                  | Мир Паша-бек                  |  |  |                    |                    |                    |                    |                    |                    |                    |                    |                              |                              |                              |                              |                              |                              |                      |                      |                      |                      |                      |                      |                      |                      |                            |                            | Кербалаи Гурбанали         | Кербалаи Гурбанали         | Кербалаи Гурбанали         | Кербалаи Гурбанали         | Кербалаи Гурбанали | Кербалаи Гурбанали |                    |                    | Ибрагим-бек Сулейманбеков | Ибрагим-бек Сулейманбеков | Ибрагим-бек Сулейманбеков | Ибрагим-бек Сулейманбеков | Ибрагим-бек Сулейманбеков | Ибрагим-бек Сулейманбеков |                     |                     |                  |                  |                                |                                |                                |                                |                                |                                |  |  |                    |                    |                    |                    |                    |                    |  |  |                   |                   |                   |                   |                   |                   |  |  |                    |                    |                    |                    |                    |                    |  |  |                    |                    |                    |                    |                    |                    |                    |                    |                           |                           |                           |                           |                           |                           |                 |                 |                   |                   | Кербалаи Аббасгулу | Кербалаи Аббасгулу | Кербалаи Аббасгулу | Кербалаи Аббасгулу | Кербалаи Аббасгулу | Кербалаи Аббасгулу |                    |                    |                    |                    |                    |                    |  |  |  |  |  |  |  |  |  |  |  |  |  |  |  |  |
| Мир Али Мир Ашрафи            | Мир Али Мир Ашрафи            | Мир Али Мир Ашрафи            | Мир Али Мир Ашрафи            | Мир Али Мир Ашрафи            | Мир Али Мир Ашрафи            |  |  |                    |                    |                    |                    |                    |                    |                    |                    |                              |                              |                              |                              |                              |                              |                      |                      | Юсиф-бек Султанзаде  | Юсиф-бек Султанзаде  | Юсиф-бек Султанзаде  | Юсиф-бек Султанзаде  | Юсиф-бек Султанзаде  | Юсиф-бек Султанзаде  |                            |                            | Мамедкерим Алиев           | Мамедкерим Алиев           | Мамедкерим Алиев           | Мамедкерим Алиев           | Мамедкерим Алиев   | Мамедкерим Алиев   |                    |                    | Захра                     | Захра                     | Захра                     | Захра                     | Захра                     | Захра                     |                     |                     | Джаббар Аббасов  | Джаббар Аббасов  | Джаббар Аббасов                | Джаббар Аббасов                | Джаббар Аббасов                | Джаббар Аббасов                |                                |                                |  |  |                    |                    |                    |                    |                    |                    |  |  |                   |                   |                   |                   |                   |                   |  |  |                    |                    |                    |                    |                    |                    |  |  |                    |                    |                    |                    |                    |                    |                    |                    |                           |                           | Кербалаи Джафар           | Кербалаи Джафар           | Кербалаи Джафар           | Кербалаи Джафар           | Кербалаи Джафар | Кербалаи Джафар |                   |                   | Гюльджахан         | Гюльджахан         | Гюльджахан         | Гюльджахан         | Гюльджахан         | Гюльджахан         |                    |                    |                    |                    |                    |                    |  |  |  |  |  |  |  |  |  |  |  |  |  |  |  |  |
| Мир Али Мир Ашрафи            | Мир Али Мир Ашрафи            | Мир Али Мир Ашрафи            | Мир Али Мир Ашрафи            | Мир Али Мир Ашрафи            | Мир Али Мир Ашрафи            |  |  |                    |                    |                    |                    |                    |                    |                    |                    |                              |                              |                              |                              |                              |                              |                      |                      | Юсиф-бек Султанзаде  | Юсиф-бек Султанзаде  | Юсиф-бек Султанзаде  | Юсиф-бек Султанзаде  | Юсиф-бек Султанзаде  | Юсиф-бек Султанзаде  |                            |                            | Мамедкерим Алиев           | Мамедкерим Алиев           | Мамедкерим Алиев           | Мамедкерим Алиев           | Мамедкерим Алиев   | Мамедкерим Алиев   |                    |                    | Захра                     | Захра                     | Захра                     | Захра                     | Захра                     | Захра                     |                     |                     | Джаббар Аббасов  | Джаббар Аббасов  | Джаббар Аббасов                | Джаббар Аббасов                | Джаббар Аббасов                | Джаббар Аббасов                |                                |                                |  |  |                    |                    |                    |                    |                    |                    |  |  |                   |                   |                   |                   |                   |                   |  |  |                    |                    |                    |                    |                    |                    |  |  |                    |                    |                    |                    |                    |                    |                    |                    |                           |                           | Кербалаи Джафар           | Кербалаи Джафар           | Кербалаи Джафар           | Кербалаи Джафар           | Кербалаи Джафар | Кербалаи Джафар |                   |                   | Гюльджахан         | Гюльджахан         | Гюльджахан         | Гюльджахан         | Гюльджахан         | Гюльджахан         |                    |                    |                    |                    |                    |                    |  |  |  |  |  |  |  |  |  |  |  |  |  |  |  |  |
|                               |                               |                               |                               |                               |                               |  |  |                    |                    |                    |                    |                    |                    |                    |                    |                              |                              |                              |                              |                              |                              |                      |                      |                      |                      |                      |                      |                      |                      |                            |                            |                            |                            |                            |                            |                    |                    |                    |                    |                           |                           |                           |                           |                           |                           |                     |                     |                  |                  |                                |                                |                                |                                |                                |                                |  |  |                    |                    |                    |                    |                    |                    |  |  |                   |                   |                   |                   |                   |                   |  |  |                    |                    |                    |                    |                    |                    |  |  |                    |                    |                    |                    |                    |                    |                    |                    |                           |                           |                           |                           |                           |                           |                 |                 |                   |                   |                    |                    |                    |                    |                    |                    |                    |                    |                    |                    |                    |                    |  |  |  |  |  |  |  |  |  |  |  |  |  |  |  |  |
|                               |                               |                               |                               |                               |                               |  |  |                    |                    |                    |                    |                    |                    |                    |                    |                              |                              |                              |                              |                              |                              |                      |                      |                      |                      |                      |                      |                      |                      |                            |                            |                            |                            |                            |                            |                    |                    |                    |                    |                           |                           |                           |                           |                           |                           |                     |                     |                  |                  |                                |                                |                                |                                |                                |                                |  |  |                    |                    |                    |                    |                    |                    |  |  |                   |                   |                   |                   |                   |                   |  |  |                    |                    |                    |                    |                    |                    |  |  |                    |                    |                    |                    |                    |                    |                    |                    |                           |                           |                           |                           |                           |                           |                 |                 |                   |                   |                    |                    |                    |                    |                    |                    |                    |                    |                    |                    |                    |                    |  |  |  |  |  |  |  |  |  |  |  |  |  |  |  |  |
| Мир Джалал Пашаев (1908—1978) | Мир Джалал Пашаев (1908—1978) | Мир Джалал Пашаев (1908—1978) | Мир Джалал Пашаев (1908—1978) | Мир Джалал Пашаев (1908—1978) | Мир Джалал Пашаев (1908—1978) |  |  | Пистаханум         | Пистаханум         | Пистаханум         | Пистаханум         | Пистаханум         | Пистаханум         |                    |                    | Насир Имангулиев (1911—1998) | Насир Имангулиев (1911—1998) | Насир Имангулиев (1911—1998) | Насир Имангулиев (1911—1998) | Насир Имангулиев (1911—1998) | Насир Имангулиев (1911—1998) |                      |                      | Говхар (1909—1982)   | Говхар (1909—1982)   | Говхар (1909—1982)   | Говхар (1909—1982)   | Говхар (1909—1982)   | Говхар (1909—1982)   |                            |                            |                            |                            |                            |                            | Азиз (1897—1962)   | Азиз (1897—1962)   | Азиз (1897—1962)   | Азиз (1897—1962)   | Азиз (1897—1962)          | Азиз (1897—1962)          |                           |                           | Лейла                     | Лейла                     | Лейла               | Лейла               | Лейла            | Лейла            |                                |                                |                                |                                |                                |                                |  |  |                    |                    |                    |                    |                    |                    |  |  |                   |                   |                   |                   |                   |                   |  |  |                    |                    |                    |                    |                    |                    |  |  |                    |                    |                    |                    |                    |                    | Иззет (1895—1956)  | Иззет (1895—1956)  | Иззет (1895—1956)         | Иззет (1895—1956)         | Иззет (1895—1956)         | Иззет (1895—1956)         |                           |                           | Алирза Алиев    | Алирза Алиев    | Алирза Алиев      | Алирза Алиев      | Алирза Алиев       | Алирза Алиев       |                    |                    | Нарынгюль          | Нарынгюль          | Нарынгюль          | Нарынгюль          | Нарынгюль          | Нарынгюль          |                    |                    |  |  |  |  |  |  |  |  |  |  |  |  |  |  |  |  |
| Мир Джалал Пашаев (1908—1978) | Мир Джалал Пашаев (1908—1978) | Мир Джалал Пашаев (1908—1978) | Мир Джалал Пашаев (1908—1978) | Мир Джалал Пашаев (1908—1978) | Мир Джалал Пашаев (1908—1978) |  |  | Пистаханум         | Пистаханум         | Пистаханум         | Пистаханум         | Пистаханум         | Пистаханум         |                    |                    | Насир Имангулиев (1911—1998) | Насир Имангулиев (1911—1998) | Насир Имангулиев (1911—1998) | Насир Имангулиев (1911—1998) | Насир Имангулиев (1911—1998) | Насир Имангулиев (1911—1998) |                      |                      | Говхар (1909—1982)   | Говхар (1909—1982)   | Говхар (1909—1982)   | Говхар (1909—1982)   | Говхар (1909—1982)   | Говхар (1909—1982)   |                            |                            |                            |                            |                            |                            | Азиз (1897—1962)   | Азиз (1897—1962)   | Азиз (1897—1962)   | Азиз (1897—1962)   | Азиз (1897—1962)          | Азиз (1897—1962)          |                           |                           | Лейла                     | Лейла                     | Лейла               | Лейла               | Лейла            | Лейла            |                                |                                |                                |                                |                                |                                |  |  |                    |                    |                    |                    |                    |                    |  |  |                   |                   |                   |                   |                   |                   |  |  |                    |                    |                    |                    |                    |                    |  |  |                    |                    |                    |                    |                    |                    | Иззет (1895—1956)  | Иззет (1895—1956)  | Иззет (1895—1956)         | Иззет (1895—1956)         | Иззет (1895—1956)         | Иззет (1895—1956)         |                           |                           | Алирза Алиев    | Алирза Алиев    | Алирза Алиев      | Алирза Алиев      | Алирза Алиев       | Алирза Алиев       |                    |                    | Нарынгюль          | Нарынгюль          | Нарынгюль          | Нарынгюль          | Нарынгюль          | Нарынгюль          |                    |                    |  |  |  |  |  |  |  |  |  |  |  |  |  |  |  |  |
|                               |                               |                               |                               |                               |                               |  |  |                    |                    |                    |                    |                    |                    |                    |                    |                              |                              |                              |                              |                              |                              |                      |                      |                      |                      |                      |                      |                      |                      |                            |                            |                            |                            |                            |                            |                    |                    |                    |                    |                           |                           |                           |                           |                           |                           |                     |                     |                  |                  |                                |                                |                                |                                |                                |                                |  |  |                    |                    |                    |                    |                    |                    |  |  |                   |                   |                   |                   |                   |                   |  |  |                    |                    |                    |                    |                    |                    |  |  |                    |                    |                    |                    |                    |                    |                    |                    |                           |                           |                           |                           |                           |                           |                 |                 |                   |                   |                    |                    |                    |                    |                    |                    |                    |                    |                    |                    |                    |                    |  |  |  |  |  |  |  |  |  |  |  |  |  |  |  |  |
|                               |                               |                               |                               |                               |                               |  |  |                    |                    |                    |                    |                    |                    |                    |                    |                              |                              |                              |                              |                              |                              |                      |                      |                      |                      |                      |                      |                      |                      |                            |                            |                            |                            |                            |                            |                    |                    |                    |                    |                           |                           |                           |                           |                           |                           |                     |                     |                  |                  |                                |                                |                                |                                |                                |                                |  |  |                    |                    |                    |                    |                    |                    |  |  |                   |                   |                   |                   |                   |                   |  |  |                    |                    |                    |                    |                    |                    |  |  |                    |                    |                    |                    |                    |                    |                    |                    |                           |                           |                           |                           |                           |                           |                 |                 |                   |                   |                    |                    |                    |                    |                    |                    |                    |                    |                    |                    |                    |                    |  |  |  |  |  |  |  |  |  |  |  |  |  |  |  |  |
| Хафиз (1941 г.р.)             | Хафиз (1941 г.р.)             | Хафиз (1941 г.р.)             | Хафиз (1941 г.р.)             | Хафиз (1941 г.р.)             | Хафиз (1941 г.р.)             |  |  |                    |                    | Ариф (1934 г.р.)   | Ариф (1934 г.р.)   | Ариф (1934 г.р.)   | Ариф (1934 г.р.)   | Ариф (1934 г.р.)   | Ариф (1934 г.р.)   |                              |                              | Аида (1939—1992)             | Аида (1939—1992)             | Аида (1939—1992)             | Аида (1939—1992)             | Аида (1939—1992)     | Аида (1939—1992)     |                      |                      | Тамерлан (1921—1997) | Тамерлан (1921—1997) | Тамерлан (1921—1997) | Тамерлан (1921—1997) | Тамерлан (1921—1997)       | Тамерлан (1921—1997)       |                            |                            | Гюляра (1933—1991)         | Гюляра (1933—1991)         | Гюляра (1933—1991) | Гюляра (1933—1991) | Гюляра (1933—1991) | Гюляра (1933—1991) |                           |                           | Джамиль (1946 г.р.)       | Джамиль (1946 г.р.)       | Джамиль (1946 г.р.)       | Джамиль (1946 г.р.)       | Джамиль (1946 г.р.) | Джамиль (1946 г.р.) |                  |                  | Зарифа (1923—1985)             | Зарифа (1923—1985)             | Зарифа (1923—1985)             | Зарифа (1923—1985)             | Зарифа (1923—1985)             | Зарифа (1923—1985)             |  |  | Гейдар (1923—2003) | Гейдар (1923—2003) | Гейдар (1923—2003) | Гейдар (1923—2003) | Гейдар (1923—2003) | Гейдар (1923—2003) |  |  | Агиль (1926—2006) | Агиль (1926—2006) | Агиль (1926—2006) | Агиль (1926—2006) | Агиль (1926—2006) | Агиль (1926—2006) |  |  | Джалал (1928—2016) | Джалал (1928—2016) | Джалал (1928—2016) | Джалал (1928—2016) | Джалал (1928—2016) | Джалал (1928—2016) |  |  | Рафига (1932—2017) | Рафига (1932—2017) | Рафига (1932—2017) | Рафига (1932—2017) | Рафига (1932—2017) | Рафига (1932—2017) |                    |                    | Рафик Халафов (1939—1998) | Рафик Халафов (1939—1998) | Рафик Халафов (1939—1998) | Рафик Халафов (1939—1998) | Рафик Халафов (1939—1998) | Рафик Халафов (1939—1998) |                 |                 | Гасан (1907—1993) | Гасан (1907—1993) | Гасан (1907—1993)  | Гасан (1907—1993)  | Гасан (1907—1993)  | Гасан (1907—1993)  |                    |                    | Гусейн (1911—1991) | Гусейн (1911—1991) | Гусейн (1911—1991) | Гусейн (1911—1991) | Гусейн (1911—1991) | Гусейн (1911—1991) |  |  |  |  |  |  |  |  |  |  |  |  |  |  |  |  |
| Хафиз (1941 г.р.)             | Хафиз (1941 г.р.)             | Хафиз (1941 г.р.)             | Хафиз (1941 г.р.)             | Хафиз (1941 г.р.)             | Хафиз (1941 г.р.)             |  |  |                    |                    | Ариф (1934 г.р.)   | Ариф (1934 г.р.)   | Ариф (1934 г.р.)   | Ариф (1934 г.р.)   | Ариф (1934 г.р.)   | Ариф (1934 г.р.)   |                              |                              | Аида (1939—1992)             | Аида (1939—1992)             | Аида (1939—1992)             | Аида (1939—1992)             | Аида (1939—1992)     | Аида (1939—1992)     |                      |                      | Тамерлан (1921—1997) | Тамерлан (1921—1997) | Тамерлан (1921—1997) | Тамерлан (1921—1997) | Тамерлан (1921—1997)       | Тамерлан (1921—1997)       |                            |                            | Гюляра (1933—1991)         | Гюляра (1933—1991)         | Гюляра (1933—1991) | Гюляра (1933—1991) | Гюляра (1933—1991) | Гюляра (1933—1991) |                           |                           | Джамиль (1946 г.р.)       | Джамиль (1946 г.р.)       | Джамиль (1946 г.р.)       | Джамиль (1946 г.р.)       | Джамиль (1946 г.р.) | Джамиль (1946 г.р.) |                  |                  | Зарифа (1923—1985)             | Зарифа (1923—1985)             | Зарифа (1923—1985)             | Зарифа (1923—1985)             | Зарифа (1923—1985)             | Зарифа (1923—1985)             |  |  | Гейдар (1923—2003) | Гейдар (1923—2003) | Гейдар (1923—2003) | Гейдар (1923—2003) | Гейдар (1923—2003) | Гейдар (1923—2003) |  |  | Агиль (1926—2006) | Агиль (1926—2006) | Агиль (1926—2006) | Агиль (1926—2006) | Агиль (1926—2006) | Агиль (1926—2006) |  |  | Джалал (1928—2016) | Джалал (1928—2016) | Джалал (1928—2016) | Джалал (1928—2016) | Джалал (1928—2016) | Джалал (1928—2016) |  |  | Рафига (1932—2017) | Рафига (1932—2017) | Рафига (1932—2017) | Рафига (1932—2017) | Рафига (1932—2017) | Рафига (1932—2017) |                    |                    | Рафик Халафов (1939—1998) | Рафик Халафов (1939—1998) | Рафик Халафов (1939—1998) | Рафик Халафов (1939—1998) | Рафик Халафов (1939—1998) | Рафик Халафов (1939—1998) |                 |                 | Гасан (1907—1993) | Гасан (1907—1993) | Гасан (1907—1993)  | Гасан (1907—1993)  | Гасан (1907—1993)  | Гасан (1907—1993)  |                    |                    | Гусейн (1911—1991) | Гусейн (1911—1991) | Гусейн (1911—1991) | Гусейн (1911—1991) | Гусейн (1911—1991) | Гусейн (1911—1991) |  |  |  |  |  |  |  |  |  |  |  |  |  |  |  |  |
|                               |                               |                               |                               |                               |                               |  |  |                    |                    |                    |                    |                    |                    |                    |                    |                              |                              |                              |                              |                              |                              |                      |                      |                      |                      |                      |                      |                      |                      |                            |                            |                            |                            |                            |                            |                    |                    |                    |                    |                           |                           |                           |                           |                           |                           |                     |                     |                  |                  |                                |                                |                                |                                |                                |                                |  |  |                    |                    |                    |                    |                    |                    |  |  |                   |                   |                   |                   |                   |                   |  |  |                    |                    |                    |                    |                    |                    |  |  |                    |                    |                    |                    |                    |                    |                    |                    |                           |                           |                           |                           |                           |                           |                 |                 |                   |                   |                    |                    |                    |                    |                    |                    |                    |                    |                    |                    |                    |                    |  |  |  |  |  |  |  |  |  |  |  |  |  |  |  |  |
|                               |                               |                               |                               |                               |                               |  |  |                    |                    |                    |                    |                    |                    |                    |                    |                              |                              |                              |                              |                              |                              |                      |                      |                      |                      |                      |                      |                      |                      |                            |                            |                            |                            |                            |                            |                    |                    |                    |                    |                           |                           |                           |                           |                           |                           |                     |                     |                  |                  |                                |                                |                                |                                |                                |                                |  |  |                    |                    |                    |                    |                    |                    |  |  |                   |                   |                   |                   |                   |                   |  |  |                    |                    |                    |                    |                    |                    |  |  |                    |                    |                    |                    |                    |                    |                    |                    |                           |                           |                           |                           |                           |                           |                 |                 |                   |                   |                    |                    |                    |                    |                    |                    |                    |                    |                    |                    |                    |                    |  |  |  |  |  |  |  |  |  |  |  |  |  |  |  |  |
| Араз Агаларов (1955 г.р.)     | Араз Агаларов (1955 г.р.)     | Араз Агаларов (1955 г.р.)     | Араз Агаларов (1955 г.р.)     | Араз Агаларов (1955 г.р.)     | Араз Агаларов (1955 г.р.)     |  |  |                    |                    | Наргиз (1962 г.р.) | Наргиз (1962 г.р.) | Наргиз (1962 г.р.) | Наргиз (1962 г.р.) | Наргиз (1962 г.р.) | Наргиз (1962 г.р.) |                              |                              |                              |                              | Мехрибан (1964 г.р.)         | Мехрибан (1964 г.р.)         | Мехрибан (1964 г.р.) | Мехрибан (1964 г.р.) | Мехрибан (1964 г.р.) | Мехрибан (1964 г.р.) |                      |                      | Ильхам (1961 г.р.)   | Ильхам (1961 г.р.)   | Ильхам (1961 г.р.)         | Ильхам (1961 г.р.)         | Ильхам (1961 г.р.)         | Ильхам (1961 г.р.)         |                            |                            |                    |                    |                    |                    |                           |                           | Севиль (1955 г.р.)        | Севиль (1955 г.р.)        | Севиль (1955 г.р.)        | Севиль (1955 г.р.)        | Севиль (1955 г.р.)  | Севиль (1955 г.р.)  |                  |                  | Махмуд Мамедкулиев (1949 г.р.) | Махмуд Мамедкулиев (1949 г.р.) | Махмуд Мамедкулиев (1949 г.р.) | Махмуд Мамедкулиев (1949 г.р.) | Махмуд Мамедкулиев (1949 г.р.) | Махмуд Мамедкулиев (1949 г.р.) |  |  |                    |                    |                    |                    |                    |                    |  |  | Ильгар            | Ильгар            | Ильгар            | Ильгар            | Ильгар            | Ильгар            |  |  |                    |                    |                    |                    |                    |                    |  |  |                    |                    |                    |                    | Фахрия (1969 г.р.) | Фахрия (1969 г.р.) | Фахрия (1969 г.р.) | Фахрия (1969 г.р.) | Фахрия (1969 г.р.)        | Фахрия (1969 г.р.)        |                           |                           |                           |                           |                 |                 | Расим (1934—2021) | Расим (1934—2021) | Расим (1934—2021)  | Расим (1934—2021)  | Расим (1934—2021)  | Расим (1934—2021)  |                    |                    |                    |                    |                    |                    |                    |                    |  |  |  |  |  |  |  |  |  |  |  |  |  |  |  |  |
| Араз Агаларов (1955 г.р.)     | Араз Агаларов (1955 г.р.)     | Араз Агаларов (1955 г.р.)     | Араз Агаларов (1955 г.р.)     | Араз Агаларов (1955 г.р.)     | Араз Агаларов (1955 г.р.)     |  |  |                    |                    | Наргиз (1962 г.р.) | Наргиз (1962 г.р.) | Наргиз (1962 г.р.) | Наргиз (1962 г.р.) | Наргиз (1962 г.р.) | Наргиз (1962 г.р.) |                              |                              |                              |                              | Мехрибан (1964 г.р.)         | Мехрибан (1964 г.р.)         | Мехрибан (1964 г.р.) | Мехрибан (1964 г.р.) | Мехрибан (1964 г.р.) | Мехрибан (1964 г.р.) |                      |                      | Ильхам (1961 г.р.)   | Ильхам (1961 г.р.)   | Ильхам (1961 г.р.)         | Ильхам (1961 г.р.)         | Ильхам (1961 г.р.)         | Ильхам (1961 г.р.)         |                            |                            |                    |                    |                    |                    |                           |                           | Севиль (1955 г.р.)        | Севиль (1955 г.р.)        | Севиль (1955 г.р.)        | Севиль (1955 г.р.)        | Севиль (1955 г.р.)  | Севиль (1955 г.р.)  |                  |                  | Махмуд Мамедкулиев (1949 г.р.) | Махмуд Мамедкулиев (1949 г.р.) | Махмуд Мамедкулиев (1949 г.р.) | Махмуд Мамедкулиев (1949 г.р.) | Махмуд Мамедкулиев (1949 г.р.) | Махмуд Мамедкулиев (1949 г.р.) |  |  |                    |                    |                    |                    |                    |                    |  |  | Ильгар            | Ильгар            | Ильгар            | Ильгар            | Ильгар            | Ильгар            |  |  |                    |                    |                    |                    |                    |                    |  |  |                    |                    |                    |                    | Фахрия (1969 г.р.) | Фахрия (1969 г.р.) | Фахрия (1969 г.р.) | Фахрия (1969 г.р.) | Фахрия (1969 г.р.)        | Фахрия (1969 г.р.)        |                           |                           |                           |                           |                 |                 | Расим (1934—2021) | Расим (1934—2021) | Расим (1934—2021)  | Расим (1934—2021)  | Расим (1934—2021)  | Расим (1934—2021)  |                    |                    |                    |                    |                    |                    |                    |                    |  |  |  |  |  |  |  |  |  |  |  |  |  |  |  |  |
|                               |                               |                               |                               |                               |                               |  |  |                    |                    |                    |                    |                    |                    |                    |                    |                              |                              |                              |                              |                              |                              |                      |                      |                      |                      |                      |                      |                      |                      |                            |                            |                            |                            |                            |                            |                    |                    |                    |                    |                           |                           |                           |                           |                           |                           |                     |                     |                  |                  |                                |                                |                                |                                |                                |                                |  |  |                    |                    |                    |                    |                    |                    |  |  |                   |                   |                   |                   |                   |                   |  |  |                    |                    |                    |                    |                    |                    |  |  |                    |                    |                    |                    |                    |                    |                    |                    |                           |                           |                           |                           |                           |                           |                 |                 |                   |                   |                    |                    |                    |                    |                    |                    |                    |                    |                    |                    |                    |                    |  |  |  |  |  |  |  |  |  |  |  |  |  |  |  |  |
|                               |                               |                               |                               |                               |                               |  |  |                    |                    |                    |                    |                    |                    |                    |                    |                              |                              |                              |                              |                              |                              |                      |                      |                      |                      |                      |                      |                      |                      |                            |                            |                            |                            |                            |                            |                    |                    |                    |                    |                           |                           |                           |                           |                           |                           |                     |                     |                  |                  |                                |                                |                                |                                |                                |                                |  |  |                    |                    |                    |                    |                    |                    |  |  |                   |                   |                   |                   |                   |                   |  |  |                    |                    |                    |                    |                    |                    |  |  |                    |                    |                    |                    |                    |                    |                    |                    |                           |                           |                           |                           |                           |                           |                 |                 |                   |                   |                    |                    |                    |                    |                    |                    |                    |                    |                    |                    |                    |                    |  |  |  |  |  |  |  |  |  |  |  |  |  |  |  |  |
| Эмин (1979 г.р.)              | Эмин (1979 г.р.)              | Эмин (1979 г.р.)              | Эмин (1979 г.р.)              | Эмин (1979 г.р.)              | Эмин (1979 г.р.)              |  |  | Лейла (1985 г.р.)  | Лейла (1985 г.р.)  | Лейла (1985 г.р.)  | Лейла (1985 г.р.)  | Лейла (1985 г.р.)  | Лейла (1985 г.р.)  |                    |                    |                              |                              |                              |                              |                              |                              | Арзу (1989 г.р.)     | Арзу (1989 г.р.)     | Арзу (1989 г.р.)     | Арзу (1989 г.р.)     | Арзу (1989 г.р.)     | Арзу (1989 г.р.)     |                      |                      | Самед Курбанов (1988 г.р.) | Самед Курбанов (1988 г.р.) | Самед Курбанов (1988 г.р.) | Самед Курбанов (1988 г.р.) | Самед Курбанов (1988 г.р.) | Самед Курбанов (1988 г.р.) |                    |                    | Гейдар (1997 г.р.) | Гейдар (1997 г.р.) | Гейдар (1997 г.р.)        | Гейдар (1997 г.р.)        | Гейдар (1997 г.р.)        | Гейдар (1997 г.р.)        |                           |                           | Азер (1986 г.р.)    | Азер (1986 г.р.)    | Азер (1986 г.р.) | Азер (1986 г.р.) | Азер (1986 г.р.)               | Азер (1986 г.р.)               |                                |                                |                                |                                |  |  |                    |                    |                    |                    |                    |                    |  |  |                   |                   |                   |                   |                   |                   |  |  |                    |                    |                    |                    |                    |                    |  |  |                    |                    |                    |                    |                    |                    |                    |                    |                           |                           |                           |                           |                           |                           |                 |                 |                   |                   |                    |                    |                    |                    |                    |                    |                    |                    |                    |                    |                    |                    |  |  |  |  |  |  |  |  |  |  |  |  |  |  |  |  |
| Эмин (1979 г.р.)              | Эмин (1979 г.р.)              | Эмин (1979 г.р.)              | Эмин (1979 г.р.)              | Эмин (1979 г.р.)              | Эмин (1979 г.р.)              |  |  | Лейла (1985 г.р.)  | Лейла (1985 г.р.)  | Лейла (1985 г.р.)  | Лейла (1985 г.р.)  | Лейла (1985 г.р.)  | Лейла (1985 г.р.)  |                    |                    |                              |                              |                              |                              |                              |                              | Арзу (1989 г.р.)     | Арзу (1989 г.р.)     | Арзу (1989 г.р.)     | Арзу (1989 г.р.)     | Арзу (1989 г.р.)     | Арзу (1989 г.р.)     |                      |                      | Самед Курбанов (1988 г.р.) | Самед Курбанов (1988 г.р.) | Самед Курбанов (1988 г.р.) | Самед Курбанов (1988 г.р.) | Самед Курбанов (1988 г.р.) | Самед Курбанов (1988 г.р.) |                    |                    | Гейдар (1997 г.р.) | Гейдар (1997 г.р.) | Гейдар (1997 г.р.)        | Гейдар (1997 г.р.)        | Гейдар (1997 г.р.)        | Гейдар (1997 г.р.)        |                           |                           | Азер (1986 г.р.)    | Азер (1986 г.р.)    | Азер (1986 г.р.) | Азер (1986 г.р.) | Азер (1986 г.р.)               | Азер (1986 г.р.)               |                                |                                |                                |                                |  |  |                    |                    |                    |                    |                    |                    |  |  |                   |                   |                   |                   |                   |                   |  |  |                    |                    |                    |                    |                    |                    |  |  |                    |                    |                    |                    |                    |                    |                    |                    |                           |                           |                           |                           |                           |                           |                 |                 |                   |                   |                    |                    |                    |                    |                    |                    |                    |                    |                    |                    |                    |                    |  |  |  |  |  |  |  |  |  |  |  |  |  |  |  |  |
|                               |                               |                               |                               |                               |                               |  |  |                    |                    |                    |                    |                    |                    |                    |                    |                              |                              |                              |                              |                              |                              |                      |                      |                      |                      |                      |                      |                      |                      |                            |                            |                            |                            |                            |                            |                    |                    |                    |                    |                           |                           |                           |                           |                           |                           |                     |                     |                  |                  |                                |                                |                                |                                |                                |                                |  |  |                    |                    |                    |                    |                    |                    |  |  |                   |                   |                   |                   |                   |                   |  |  |                    |                    |                    |                    |                    |                    |  |  |                    |                    |                    |                    |                    |                    |                    |                    |                           |                           |                           |                           |                           |                           |                 |                 |                   |                   |                    |                    |                    |                    |                    |                    |                    |                    |                    |                    |                    |                    |  |  |  |  |  |  |  |  |  |  |  |  |  |  |  |  |
|                               |                               |                               |                               |                               |                               |  |  |                    |                    |                    |                    |                    |                    |                    |                    |                              |                              |                              |                              |                              |                              |                      |                      |                      |                      |                      |                      |                      |                      |                            |                            |                            |                            |                            |                            |                    |                    |                    |                    |                           |                           |                           |                           |                           |                           |                     |                     |                  |                  |                                |                                |                                |                                |                                |                                |  |  |                    |                    |                    |                    |                    |                    |  |  |                   |                   |                   |                   |                   |                   |  |  |                    |                    |                    |                    |                    |                    |  |  |                    |                    |                    |                    |                    |                    |                    |                    |                           |                           |                           |                           |                           |                           |                 |                 |                   |                   |                    |                    |                    |                    |                    |                    |                    |                    |                    |                    |                    |                    |  |  |  |  |  |  |  |  |  |  |  |  |  |  |  |  |
| Али (2008 г.р.)               | Али (2008 г.р.)               | Али (2008 г.р.)               | Али (2008 г.р.)               | Али (2008 г.р.)               | Али (2008 г.р.)               |  |  | Микаил (2008 г.р.) | Микаил (2008 г.р.) | Микаил (2008 г.р.) | Микаил (2008 г.р.) | Микаил (2008 г.р.) | Микаил (2008 г.р.) |                    |                    |                              |                              |                              |                              |                              |                              | Айдын (2012 г.р.)    | Айдын (2012 г.р.)    | Айдын (2012 г.р.)    | Айдын (2012 г.р.)    | Айдын (2012 г.р.)    | Айдын (2012 г.р.)    |                      |                      | Азиза (2016 г.р.)          | Азиза (2016 г.р.)          | Азиза (2016 г.р.)          | Азиза (2016 г.р.)          | Азиза (2016 г.р.)          | Азиза (2016 г.р.)          |                    |                    |                    |                    |                           |                           |                           |                           |                           |                           |                     |                     |                  |                  |                                |                                |                                |                                |                                |                                |  |  |                    |                    |                    |                    |                    |                    |  |  |                   |                   |                   |                   |                   |                   |  |  |                    |                    |                    |                    |                    |                    |  |  |                    |                    |                    |                    |                    |                    |                    |                    |                           |                           |                           |                           |                           |                           |                 |                 |                   |                   |                    |                    |                    |                    |                    |                    |                    |                    |                    |                    |                    |                    |  |  |  |  |  |  |  |  |  |  |  |  |  |  |  |  |

## Культ личности Гейдара Алиева
Ещё при жизни отношение к личности Гейдара Алиева стало приобретать черты культа личности. На вопрос журналистов из стран СНГ о культе личности Гейдар Алиев ответил:
Народ меня любит, я ничего не могу с этим поделать. Вот недавно председатель исполкома города Гянджи решил поставить мой памятник перед входом в исполком. Я его вызвал, сказал, что этого делать не надо. Он долго сопротивлялся. Но я ему сказал: «Вот когда я умру, тогда и поставишь. Если сможешь…».
Как замечает политолог Зафар Гулиев, с приходом к власти в стране в 2003 году Ильхама Алиева, в Азербайджане началось планомерное утверждение культа личности покойного президента, развернулась кампания пересмотра новейшей истории Азербайджана. Ещё в период президентских выборов 2003 года со стороны шейх-уль-ислама и главы Управления мусульман Кавказа Аллахшукюра Пашазаде были сделаны спорные заявления. В частности, 31 мая в Губе он заявил, что «у нас есть один Бог, один пророк и один президент, и это Гейдар Алиев», а спустя два месяца сделал очередное подобное заявление: «Идти против Гейдара Алиева — это значит идти против воли Аллаха!», что вызвало возмущение среди верующих.
В указе президента Азербайджанской Республики Ильхама Алиева «Об увековечении памяти общенационального лидера азербайджанского народа Гейдара Алирза оглы Алиева» (2004) было заявлено: «Идеология „азербайджанства“ Гейдара Алиева, превратившаяся в идейную основу национальной государственности, определила своё место в современном мире и явилась объединяющим фактором для азербайджанцев, живущих во всём мире».
«Международная кризисная группа» в своём докладе 2010 года назвала культ личности Гейдара Алиева основой идеологии Азербайджана, состоящей в утверждении, что Гейдар Алиев спас Азербайджан, причём этот культ личности переходит и на его сына Ильхама Алиева. В частности, возвращение Гейдара Алиева к власти в 1993 году, когда в результате мятежа в Гяндже страна оказалась на пороге гражданской войны, был объявлен Днём национального спасения азербайджанского народа. Публицист и прозаик Сеймур Байджан полагает, что попытка обожествления лидера свойственна Азербайджану, как и любой другой диктатуре.
Культ личности Гейдара Алиева — де-факто основа идеологии страны, которую бывший глава администрации президента Рамиз Мехтиев назвал «демократией по-азербайджански».
Азербайджанская газета «Азадлыг» отмечает, что перед Европейскими играми в Азербайджане пытались скрыть культ личности Гейдара Алиева от иностранцев. В Баку портреты Гейдара Алиева были демонтированы с центральных улиц и проспектов города.

## Увековечение памяти
Во всех городах Азербайджана центральные проспекты, улицы, а также многочисленные объекты в разных уголках страны названы в честь Гейдара Алиева. По официальным данным, в стране насчитывается около 60 музеев и центров в его честь. Так, именем Гейдара Алиева назван посёлок Гейдарабад в Садаракском районе Нахичеванской АР, международный аэропорт имени Гейдара Алиева в Баку (ранее аэропорт носил имя Бина), площадь в Ульяновске, Азербайджанский государственный театр имени Гейдара Алиева в Тбилиси, проспект в Баку и других городах Азербайджана, а также в Аммане, в Анкаре (Турция), Астане, Ташкенте (Узбекистан) и Малгобеке (Ингушетия, Россия); парки в Баку и других городах Азербайджана, а также в турецких городах Анкара, Картепе и Стамбул, Бухаресте (Румыния), аллея в Хадере, скверы в Тбилиси, Киеве, Астрахани, мост в Тарсусе, концертный зал, Академия МНБ, премия, орден, буровая установка, горная вершина (пик) на горе Башдаг и спортивно-концертный комплекс, культурный центр Гейдара Алиева, бакинский завод глубоководных оснований, городской футбольный стадион в Имишли, вокзал на станции Ангоя (Бурятия), Бакинский нефтеперерабатывающий завод, правая набережная имени Гейдара Алиева в Тбилиси, Нефтепровод Баку — Тбилиси — Джейхан, турнир по мини-футболу Международного молодёжного кубка им. Гейдара Алиева, лицей в Ыгдыре (Турция), средние школы в Анкаре и Астрахани, международный институт социальных наук в Киеве (входит в состав Межрегиональной академии управления персоналом, кабинет-музей в Евразийском национальном университете им. Л. Н. Гумилёва (Казахстан), мечеть имени Гейдара Алиева в Баку.
14 июня 2005 года в Санкт-Петербурге на Гороховой улице, 6 была открыта памятная доска в честь Гейдара Алиева. В этом доме в 1949-1950 годах он учился в высшей школе МГБ СССР. Почётное право открыть памятную доску было поручено президенту Азербайджана Ильхаму Алиеву и вице-губернатору Санкт-Петербурга Сергею Тарасову.
В здании посольства Азербайджана в Москве, где 21 января 1990 года Гейдар Алиев выступил с заявлением по поводу ввода советских войск в Баку, установлен барельеф Алиева в память об этом событии.
В 2017 году в Грозном был открыт памятник Гейдару Алиеву, а его именем названы улица и сквер.
По Распоряжению Президента Азербайджанской Республики Ильхама Алиева в честь 100-летия 2023 год в Азербайджане был объявлен «Годом Гейдара Алиева».

Объекты, носящие имя Гейдара Алиева
Дворец имени Гейдара Алиева в Баку
Международный аэропорт в Баку имени Гейдара Алиева
Культурный центр Гейдара Алиева
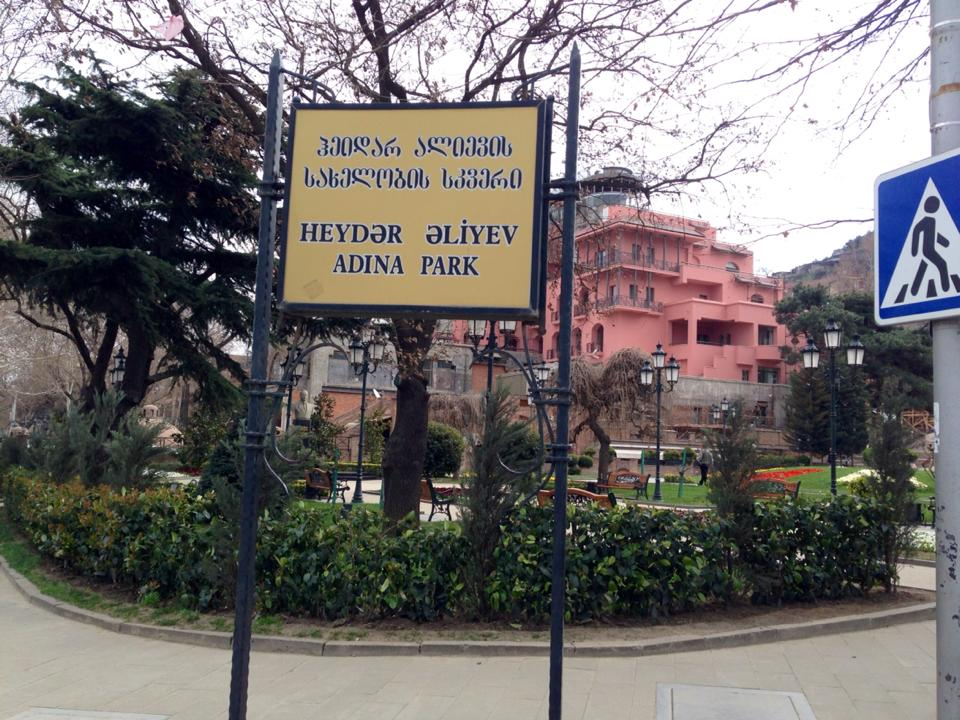
Сквер Гейдара Алиева в Тбилиси
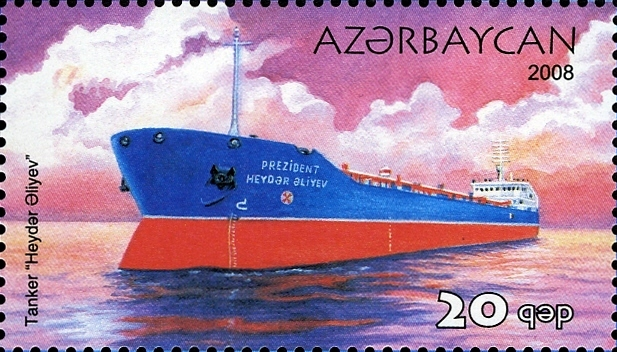
Танкер «Гейдар Алиев». Почтовая марка Азербайджана, 2008
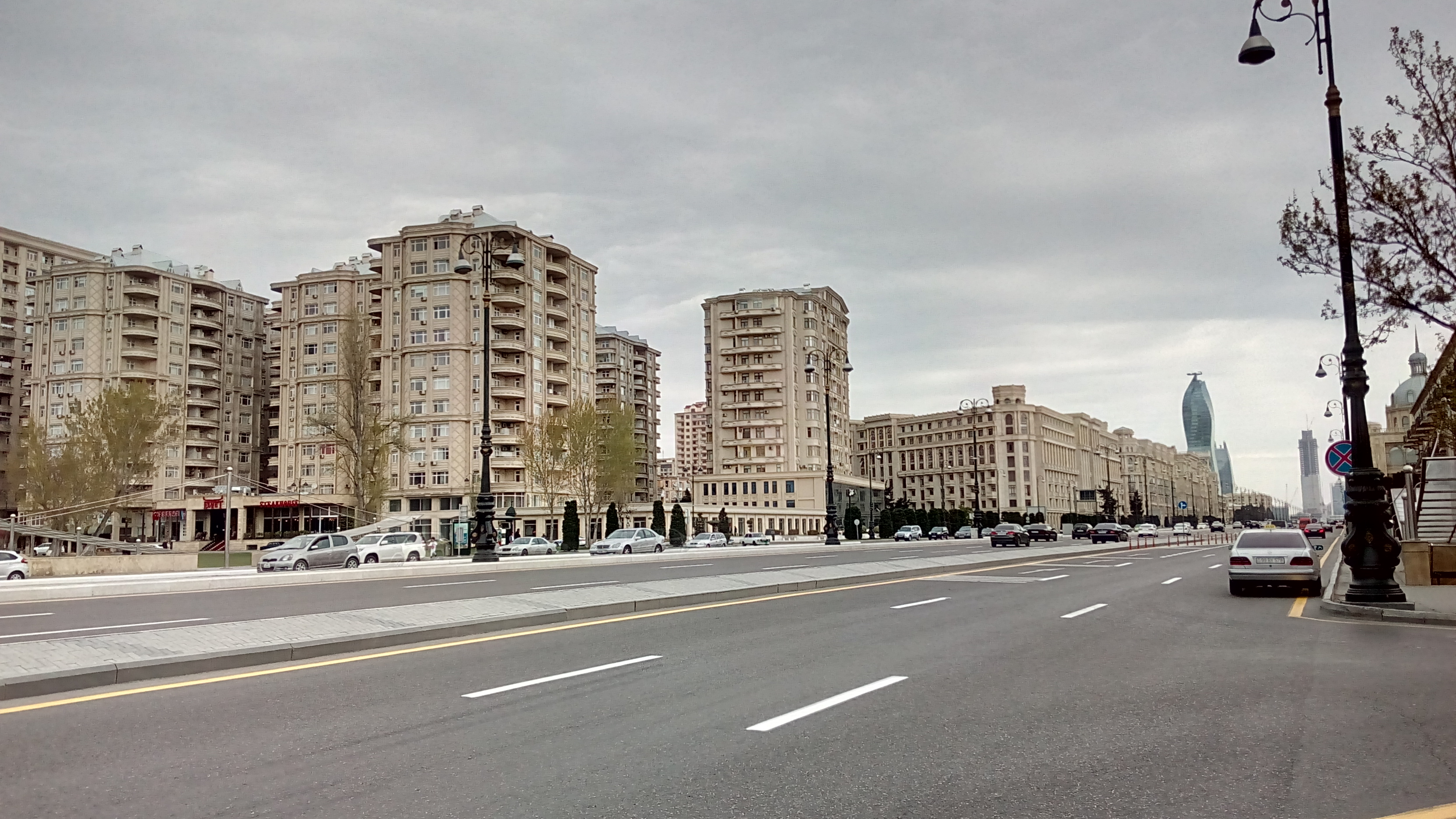
Проспект Гейдара Алиева в Баку
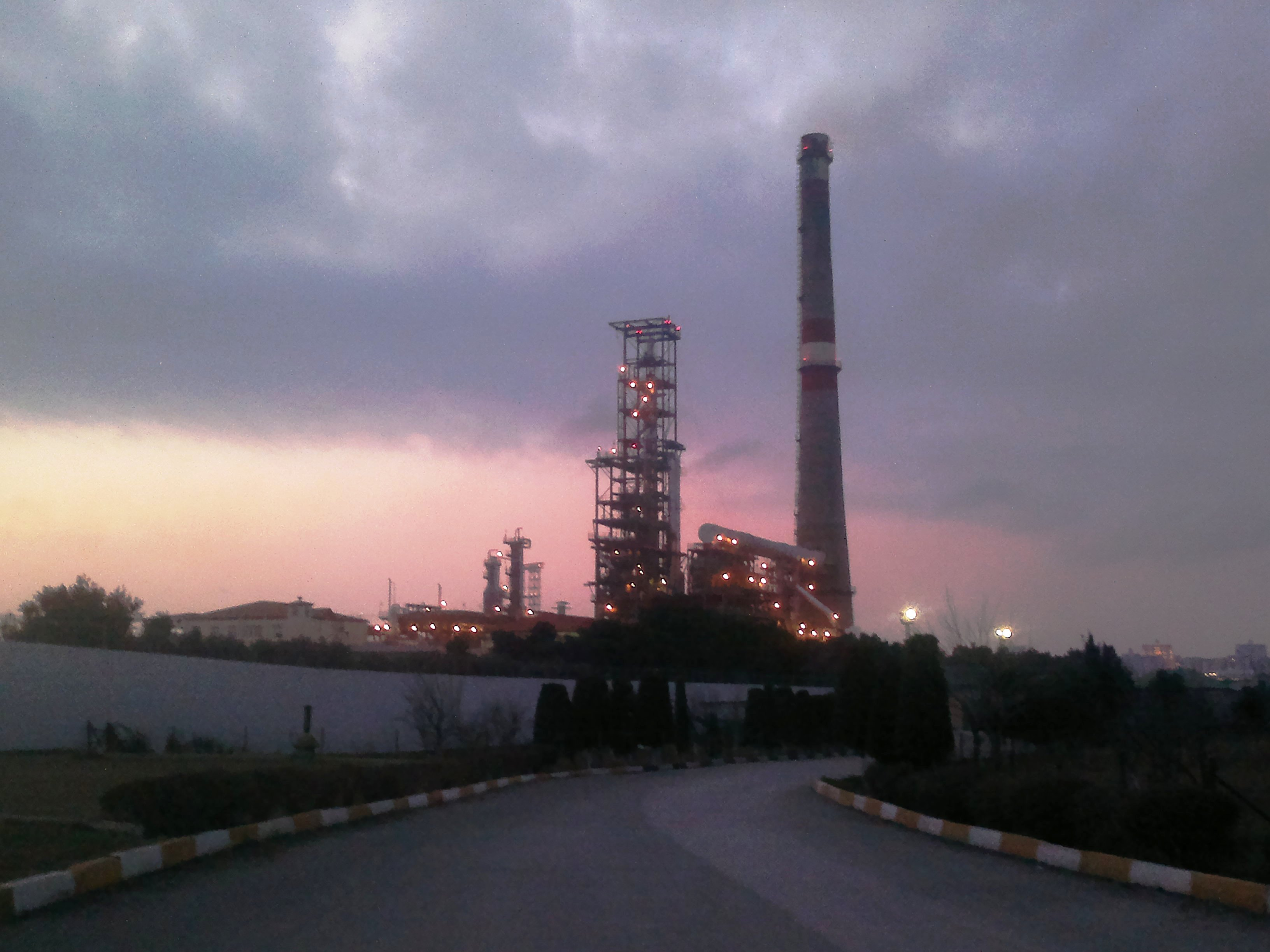
Нефтеперерабатывающий завод имени Гейдара Алиева

### Улица Гейдара Алиева в Дербенте
В мае 2013 года в Дербенте состоялись мероприятия, посвящённые дню рождения Гейдара Алиева, в котором приняли участие живущие в Дагестане азербайджанцы, интеллигенция и молодёжь. Участники мероприятия приняли обращение к главе администрации Дербента Имаму Яралиеву с просьбой переименовать улицу Советская в центре города в улицу Гейдара Алиева. На мероприятии было зачитано обращение Яралиева, в котором говорится, что он поддерживает идею названия улицы Советской именем Гейдара Алиева. Против переименования выступил ряд общественных организаций Дагестана. Представитель лезгинского народного движения «Садвал» Альберт Эседов заявил, что переименование улицы «не было согласовано с жителями многонационального города Дербента» и что «их просто поставили перед фактом, и их улица Советская теперь носит имя диктатора, правившего в соседнем государстве». По словам Эседова решение о переименовании улицы противоречит не только Уставу города, но и федеральному законодательству.

### Аллея Гейдара Алиева и памятный знак в Малгобеке
5 ноября 2013 года в Малгобеке открыта аллея имени Гейдара Алиева. Аллея создана в память о воинах 9-й горнострелковой дивизии, а также 223-й и 416-й стрелковых дивизий 44-й армии Северной группы войск Закавказского фронта, ценой своей жизни защищавших Малгобек в 1942—1943 годы, символизирует дружбу и единство народов России и Азербайджана. На аллее установлен памятный знак с изображением Гейдара Алиева.

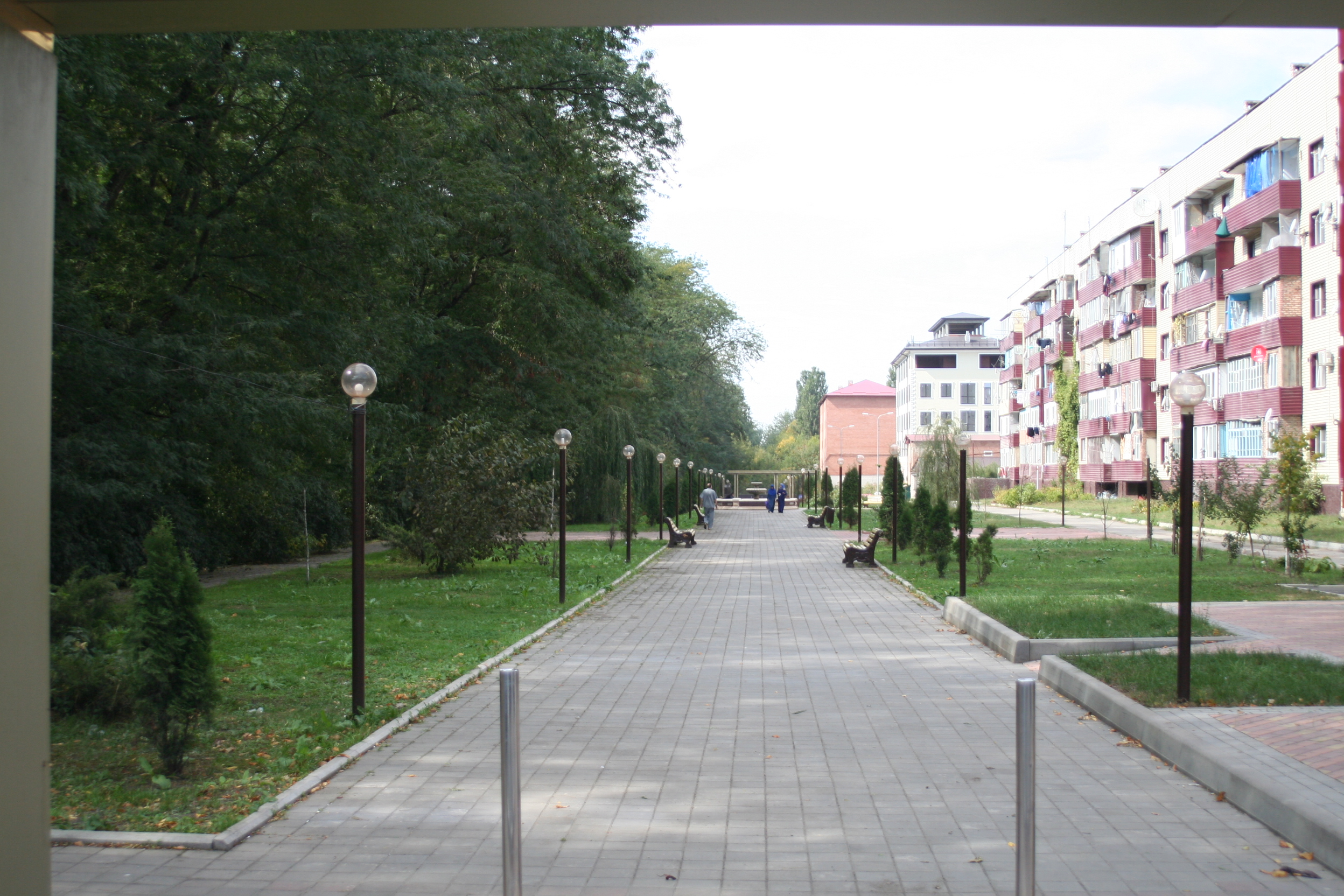
Аллея Гейдара Алиева в Малгобеке
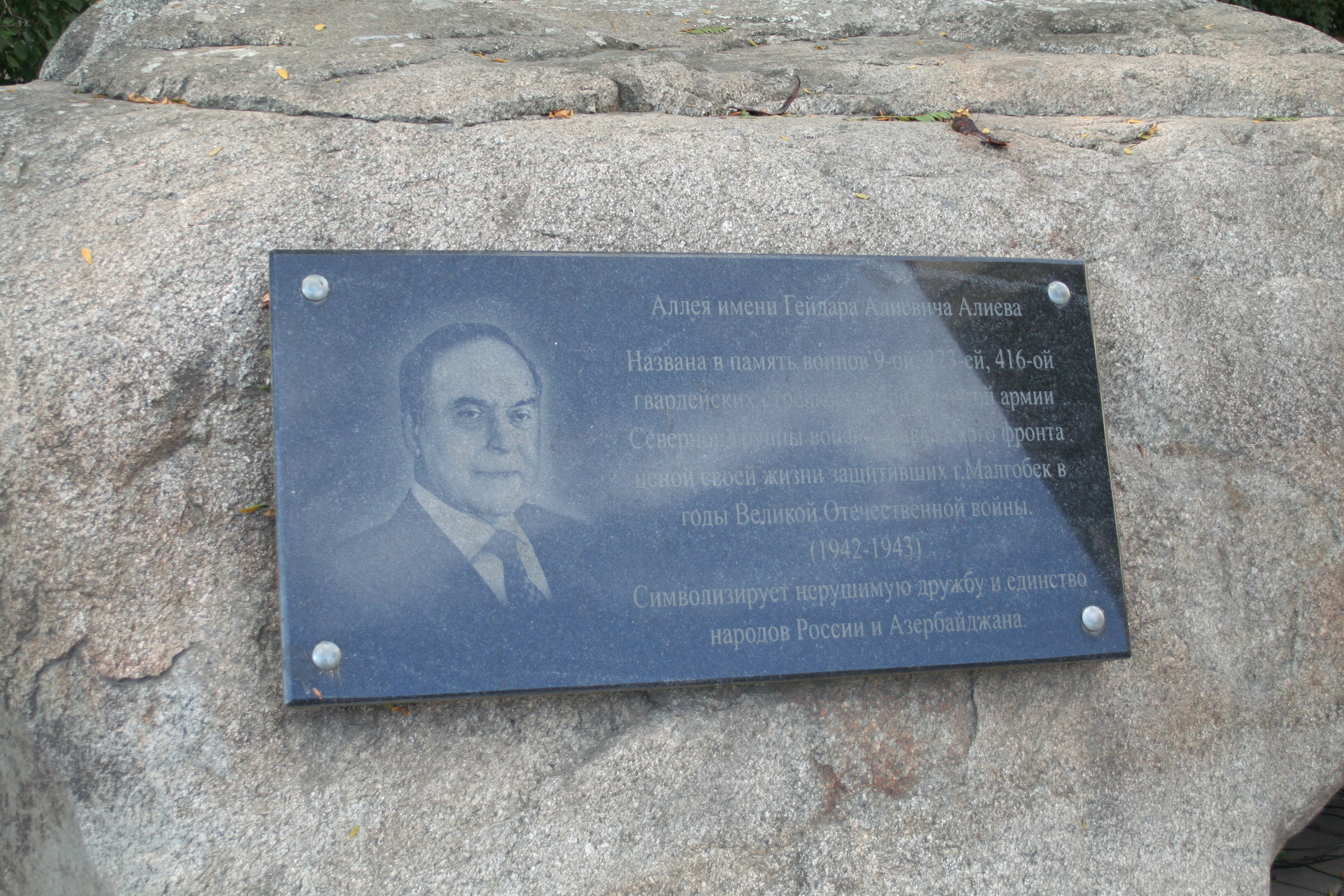
Памятный знак в Малгобеке

### Школа в Кахраманмараше
В сентябре 2024 года в Кахраманмараше в квартале «Азербайджан» состоялось открытие школы имени Гейдара Алиева на месте образовательного учреждения, которое было разрушено в результате землетрясения 2023 года. В церемонии открытия приняли участие министр науки и образования Азербайджана Эмин Амруллаев, министр национального образования Турции Юсуф Текин, представители общественности обеих стран.

### Памятники Гейдару Алиеву
Мемориальные скульптурные памятники Гейдару Алиеву возведены в Азербайджане и других странах мира.
Сооружение статуй бывшего азербайджанского президента за пределами Азербайджана расценивалось зарубежными средствами массовой информации как попытка правительства Азербайджана «переписать историю деспотической личности, используя глубокие карманы, набитые нефтедолларами». Порой появление монументов Алиева за рубежом вызывало протесты как со стороны местной общественности, так и от представителей азербайджанской оппозиции. В августе 2012 года памятник Алиеву был возведён на бульваре Пасео-де-ла-Реформа в центре столицы Мексики, что вызвало негодование представителей мексиканской общественности, по мнению которых он являлся диктатором. Специально созданная в связи с этим комиссия рекомендовала перенести памятник в другое место и памятник был вскоре демонтирован. Аналогичная ситуация произошла в сентябре того же года с бюстами Гейдара Алиева и его невестки Мехрибан в канадском городе Ниагара-он-те-Лейк, где после обращений азербайджанской оппозиции власти города их демонтировали, также посчитав памятниками диктатуре.
В декабре 2007 года, в четвёртую годовщину со дня смерти Алиева, его восковая фигура появилась в знаменитом лондонском музее мадам Тюссо.
В 2008 году памятник Алиеву был сооружён в пригороде Каира Калюбее (Египет) в обмен на памятник египетскому президенту Хосни Мубараку, сооружённый за год до этого в Хырдалане (Азербайджан). После свержения Мубарака, статую последнего заменили на скульптуру древнего египтянина.
27 октября 2010 года президент Азербайджана Ильхам Алиев и губернатор Астраханской области Александр Жилкин провели церемонию открытия памятника Гейдару Алиеву в Астрахани. По сообщению пресс-службы астраханского губернатора, данное событие было приурочено к намеченным на этот день в Астрахани трёхсторонним переговорам президентов России, Азербайджана и Армении.
В 2010 году в Белграде в парке Ташмайдан был поставлен памятник Гейдару Алиеву.
Летом 2013 года СМИ сообщили, что в ЦПКиО Волгограда будет построен парк «Баку», который в дальнейших публикациях уже называется «Парк Гейдара Алиева». В парке планировалось возведение памятника Гейдару Алиеву. Предлагаемое название парка и памятник вызвали недоумение жителей Волгограда, особенно активно выступили местные националистические организации. Эксперты высказали сомнение в законности строительства парка вблизи Мамаева Кургана. Прокуратура Волгоградской области после проверки вынесла решение о незаконности и приостановила строительство парка
Памятники Гейдару Алиеву

Памятник Гейдару Алиеву в парке его имени в Баку
Барельеф на стене здания Нефтяной академии в Баку, где учился Гейдар Алиев
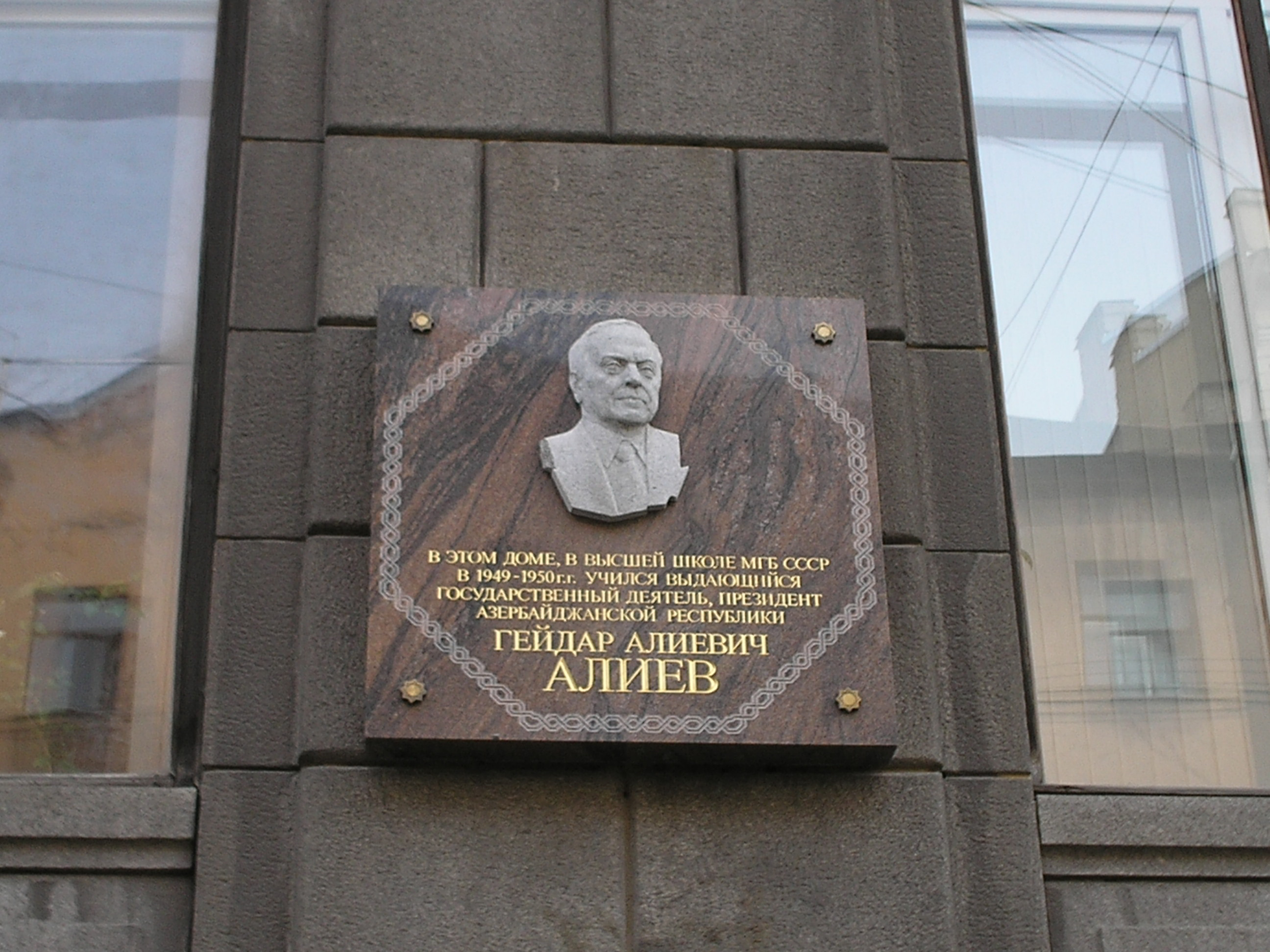
Санкт-Петербург, Гороховая улица, 6: памятная доска на стене дома, где раньше располагалась Высшая школа МГБ СССР, где с 1949 по 1950 год учился Гейдар Алиев
Барельеф на стене здания Азербайджанского государственного экономического университета в Баку, где учился Гейдар Алиев с 1952 по 1957 год
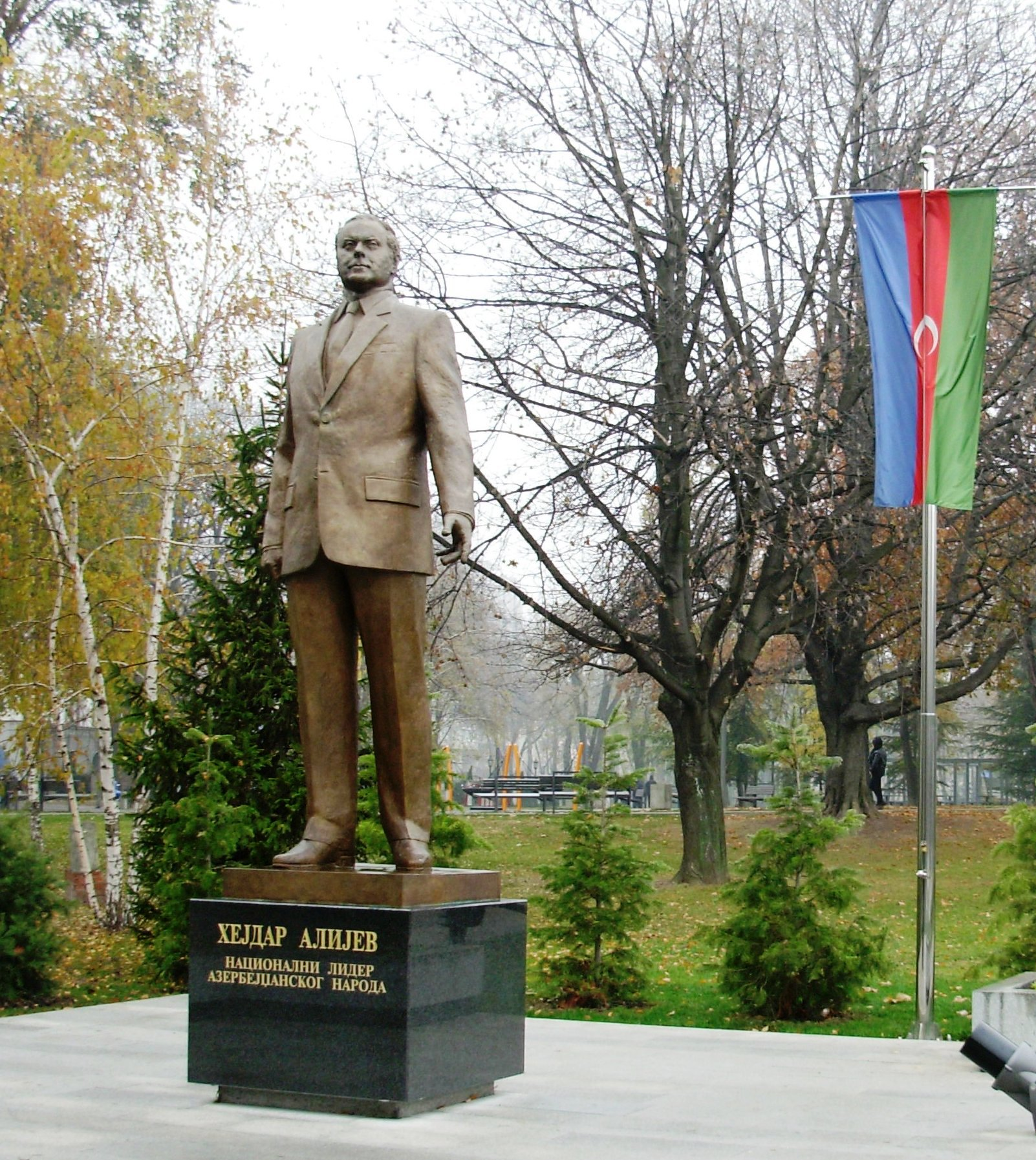
Памятник Гейдару Алиеву в Белграде (Сербия)
Барельеф на стене дома в Баку, где с 1962 по 1982 год проживал Гейдар Алиев
Бюст в одноимённом сквере в Тбилиси
Памятник Гейдару Алиеву в Ленкорани

### В нумизматике и филателии

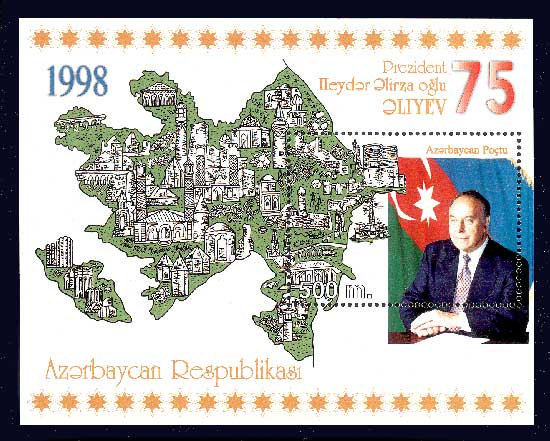
Почтовый блок 1998 года, посвящённый 75-летнему юбилею Алиева
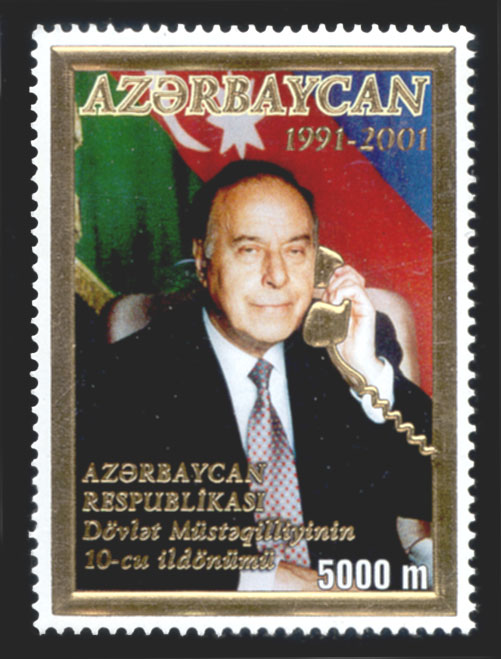
Почтовая марка 2001 года
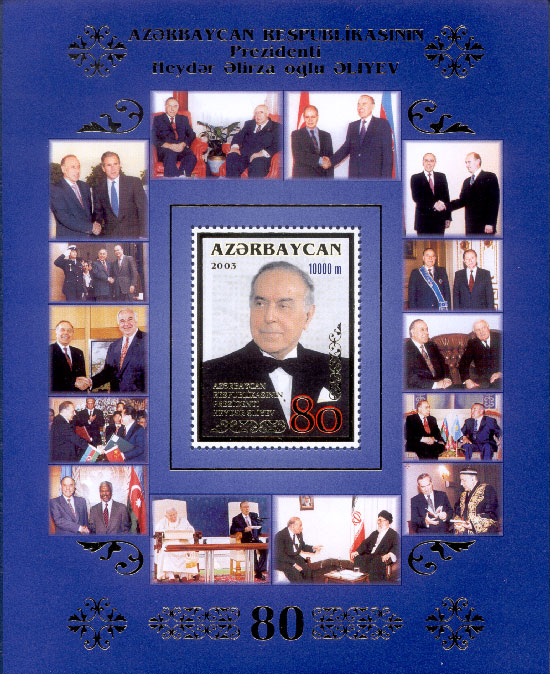
Почтовый блок 2003 года, посвящённый 80-летнему юбилею Алиева
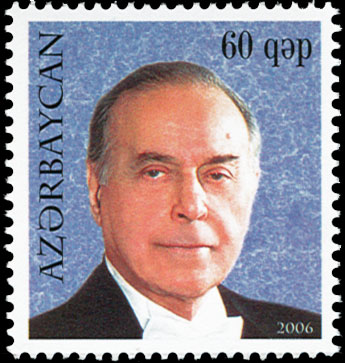
Почтовая марка 2006 года
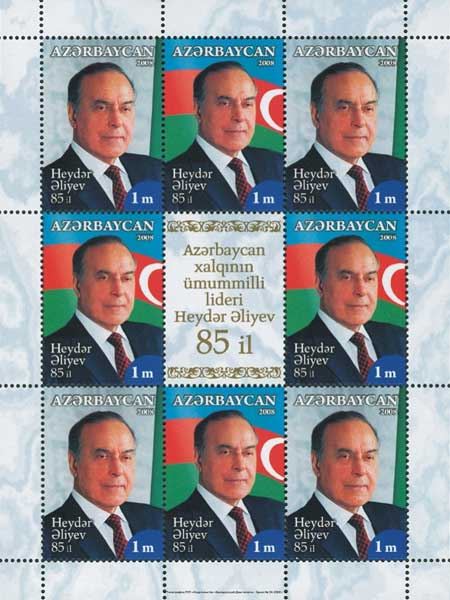
Почтовый блок 2008 года
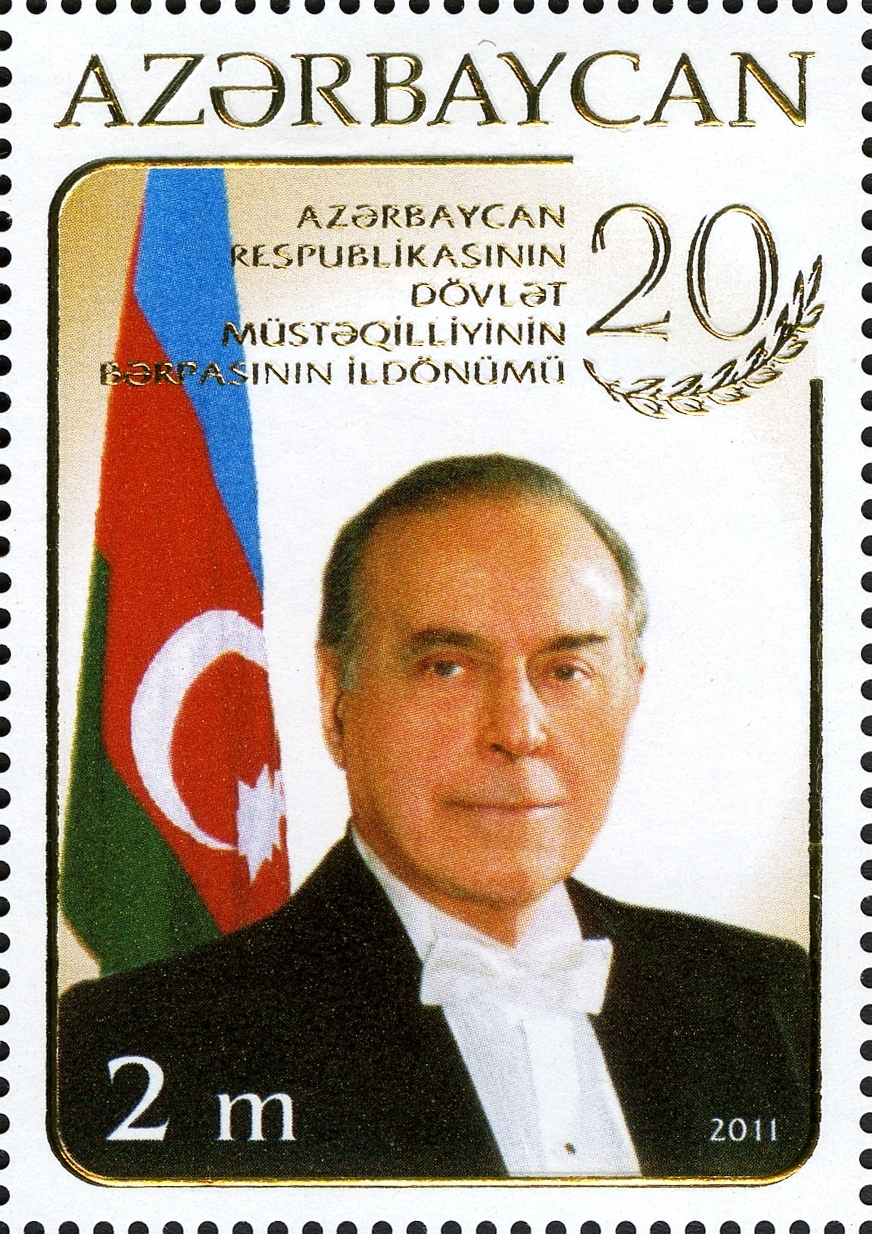
Почтовая марка 2011 года
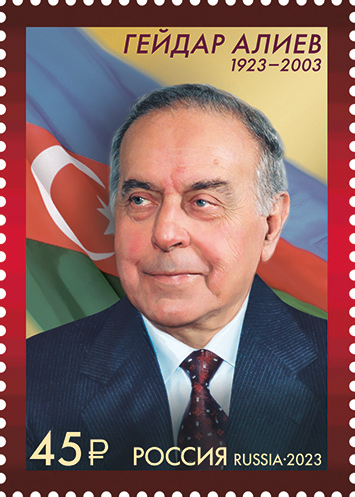
Почтовая марка России 2023 года
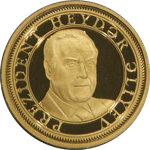
Золотая памятная монета с изображением Гейдара Алиева
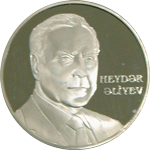
Серебряная памятная монета с изображением Гейдара Алиева

### В кино
В 2003 году к 80-летнему юбилею в Азербайджане вышло сразу два художественных фильма, посвящённых Г. Алиеву — «Чёрная метка» В. Мустафаева (в главной роли Тадеуш Хук) и «Истина момента» Р. Фаталиева (в главной роли Александр Балуев).
Фильм «Завет дружбы», снятый грузинской компанией «Тбилиси Интермедиа».
В 2020 году на экраны вышел телесериал «Магомаев», посвящённый певцу Муслиму Магомаеву. Роль Алиева в сериале сыграл Илья Резник.

### В массовых мероприятиях
Начиная с 2000 года ежегодно в Баку проводится фестиваль «Праздник цветов», с 2004 года он посвящается памяти Гейдара Алиева. Праздник начинается 10 мая, в день рождения Гейдара Алиева и длится несколько дней. Традиционно в дни праздника в парке имени Гейдара Алиева перед Центральным банком Республики выставляются красочные композиции из завезённых в страну редких цветов.
C 9 по 13 мая 2012 года в Азербайджане прошла международная велосипедная гонка в категории 2.2, до 23 лет, проводившаяся под эгидой Континентального тура Международного союза велосипедистов (UCI) и посвящённая памяти Гейдара Алиева. Это была первая в истории азербайджанского спорта профессиональная велогонка.

## Награды

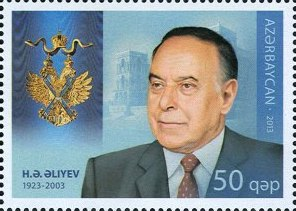
Кавалер Ордена Святого апостола Андрея Первозванного Гейдар Алиев. Почтовая марка Азербайджана, 2013

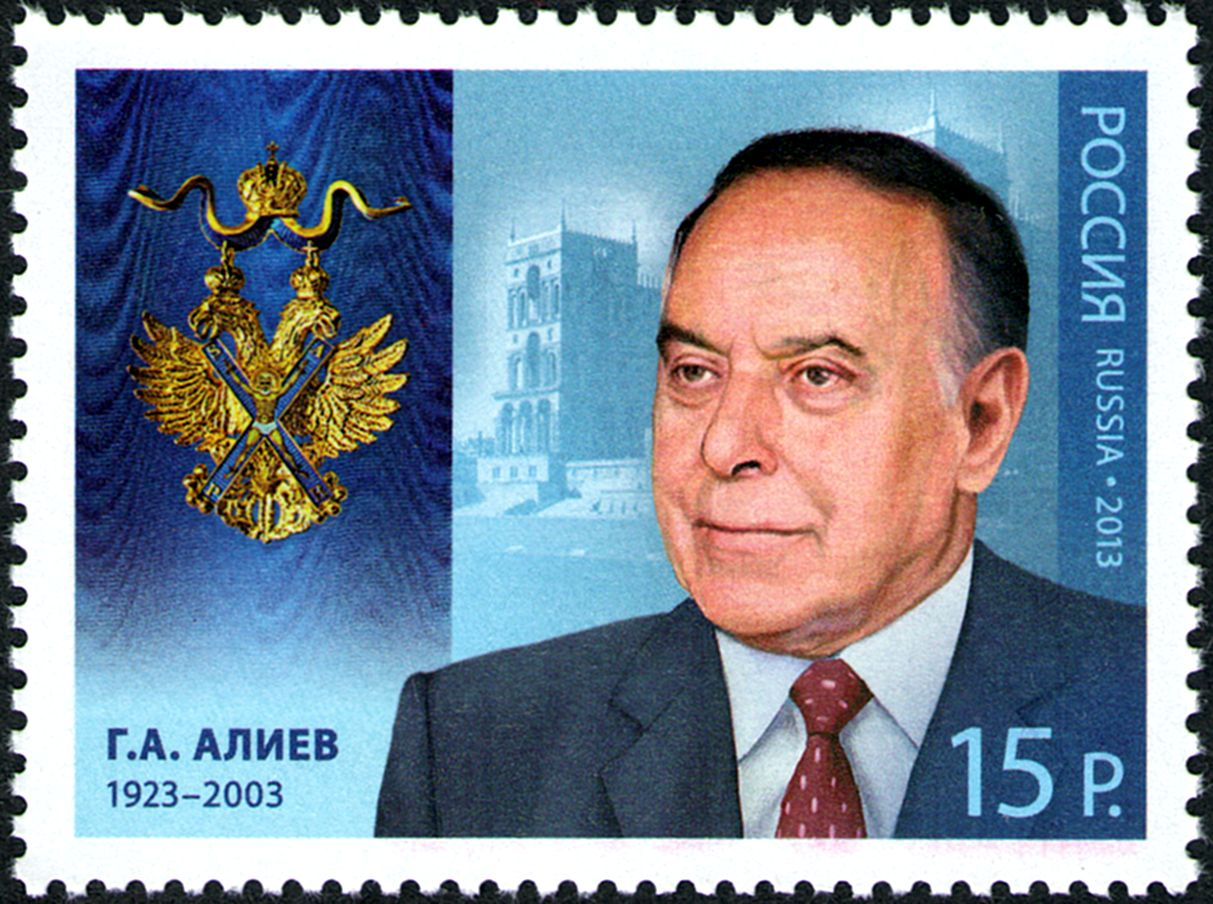
Почтовая марка России, 2013

- Дважды Герой Социалистического Труда (24 августа 1979, 7 мая 1983)[21][192]
- Пять орденов Ленина (25 августа 1971, 8 мая 1973, 27 декабря 1976, 24 августа 1979, 7 мая 1983)[192]
- Орден Октябрьской Революции (10 марта 1982)[21][192]
- Орден Красной Звезды (26 мая 1962)[21][192]
- Орден Отечественной войны I степени (23 апреля 1985)[192]
- Орден Святого апостола Андрея Первозванного (Россия, 10 мая 2003) — за большой личный вклад в укрепление дружбы и сотрудничества между народами России и Азербайджана[193]
- Медаль «В память 300-летия Санкт-Петербурга» (Россия, 2003)[194]
- Орден князя Ярослава Мудрого I степени (Украина, 20 марта 1997) — за выдающийся личный вклад в развитие сотрудничества между Украиной и Азербайджанской Республикой и укрепление дружбы между украинским и азербайджанским народами[195]
- Орден Золотого руна (Грузия, 29 февраля 2000) — за особый вклад, внесённый в строительство независимой, демократической Грузии, воплощение идеи нового «Шёлкового пути» и развитие связей между грузинским и азербайджанским народами[196][197]
- Медаль «Астана» (Казахстан, 1998) — за заслуги в развитии дружественных отношений с Казахстаном[198]
- Памятный золотой орден «Манас-1000» и памятная золотая медаль (Кыргызстан, 28 августа 1995) — за активное участие в проведении торжественных мероприятий, посвящённых тысячелетию эпоса «Манас», и выдающийся вклад в укрепление дружбы и сотрудничества между народами Кыргызской Республики и Азербайджанской Республикой[199]
- Кавалер большого креста Ордена Почётного легиона (Франция, 2003)[200]
- Орден Турецкой Республики 1-го класса (Турция, 1997)[201]
- Почётный знак Содружества Независимых государств (30 мая 2003) — за выдающийся вклад в укрепление Содружества Независимых Государств, развитие взаимовыгодного сотрудничества между государствами — участниками СНГ и в связи с 80-летием со дня рождения[202]
- Орден Преподобного Сергия Радонежского I степени (РПЦ)[203]
- Орден «Шейх-уль-Ислам» (Управление мусульман Кавказа, посмертно, 21 октября 2005)[204][205]
- Орден «Кавказский орёл» (Союз Кавказских Казаков, посмертно, 2005)[206]
- Орден «За заслуги перед Уммой» (Координационный центр мусульман Северного Кавказа, посмертно, 2008)[207][208]
- Медаль «За заслуги в обеспечении международной безопасности» (Совет Безопасности Российской Федерации, 2003)[209]
- Премия Ататюрка во имя мира (Турция, 1999)[21]
- Премия тюркского языка имени Ататюрка (посмертно, 2007)[210]
- Премия «Друг журналистов» (Комитет защиты журналистов «Рух», 2002)[211]
- Международная премия Андрея Первозванного «Диалог цивилизаций» (Общественный Фонд «Центр национальной славы России», 2002)[212]
- Специальный диплом «Человек года» (2002, 2003)[213]
- Премия «Олимпийское достоинство» (1997)[214]

## Звания
- Почётный сотрудник Госбезопасности[215]
- Почётный профессор МГУ имени М. В. Ломоносова (2002)[216]
- Почётный доктор МГИМО[217]
- В январе 1999 года Совет директоров Кембриджского международного биографического центра присвоил Гейдару Алиеву звание «Выдающийся деятель XX века», наградив его серебряной медалью и вписав его имя в Почётную книгу королевства за проведение миролюбивой политики и большой вклад в развитие демократии[116].